# Schloss Pillnitz

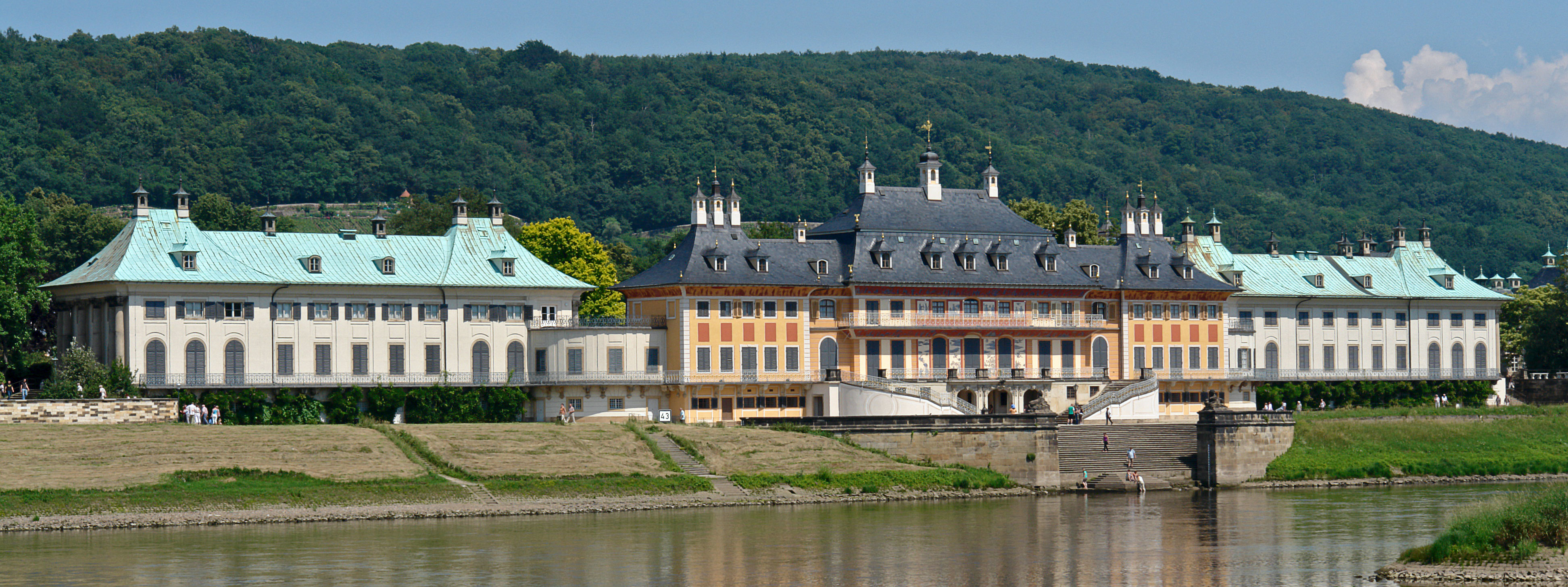
Wasserpalais (1722/23) mit Seitenflügeln (1788/92)

Das Schloss Pillnitz, die ehemalige Sommerresidenz der Kurfürsten und Könige von Sachsen, liegt unmittelbar an der Elbe im heutigen Dresdener Stadtteil Pillnitz auf der Flur eines gleichnamigen, früher dort befindlichen Dorfes. Der Bau des für den Dresdener Hof errichteten Lustschlosses und der dazugehörigen Parkanlagen wurde 1720 unter der Herrschaft von August dem Starken von Matthäus Daniel Pöppelmann mit dem Wasserpalais (1720–1721) und dem Bergpalais (1722–1723) begonnen und mit der Erichtung des Neuen Pallais  (1819–1830) unter Friedrich August I. von Christian Friedrich Schuricht als Bauherren abgeschlossen. Ursprünglich lag im Südosten vom seitlich durch Berg- und Wasserpalais begrenzten Lustgarten ein hochherschaftliches Renaissance-Schloss das 1818 niederbrannte und dessen Ruine abgerissen wurde, bevor 1819 der Bau des Neuen Palais begann. Zum Ensemble der Schlossanlagen von Pillnitz gehören außer dem Berg- und Wasserpalais, dem Neuem Pallais mit dem zwischen dessen Flügelbauten gelegenen Fliederhof und dem Schlosspark, die im nahegelegenen Königlichen Weinberg befindliche Weinbergkirche und die auf einer Anhöhe über dem Friedrichsgrund gelegene Gotische Ruine. Besonders sehenswert im nordwestlichen Teil des Schlossparks ist der Englische Garten mit der darin befindlichen Pillnitzer Kamelie, dem Englischen Pavillon und dem auf einer Insel platzierten Bronzeabguss eines überlebensgroßen Kopfes der Göttin Juno. Im nördlichen Parkteil befindet sich der Chinesische Garten mit dem am Fontänenteich gelegenen Chinesischen Pavillon. Sehenswert sind auch die Tritonengondel, das durch zwei Seitenflügel zur Orangerie erweiterte Ringrenngebäude und das Palmenhaus im hinteren Teil des Schlossparks.

## Vorgeschichte (1403–1640)

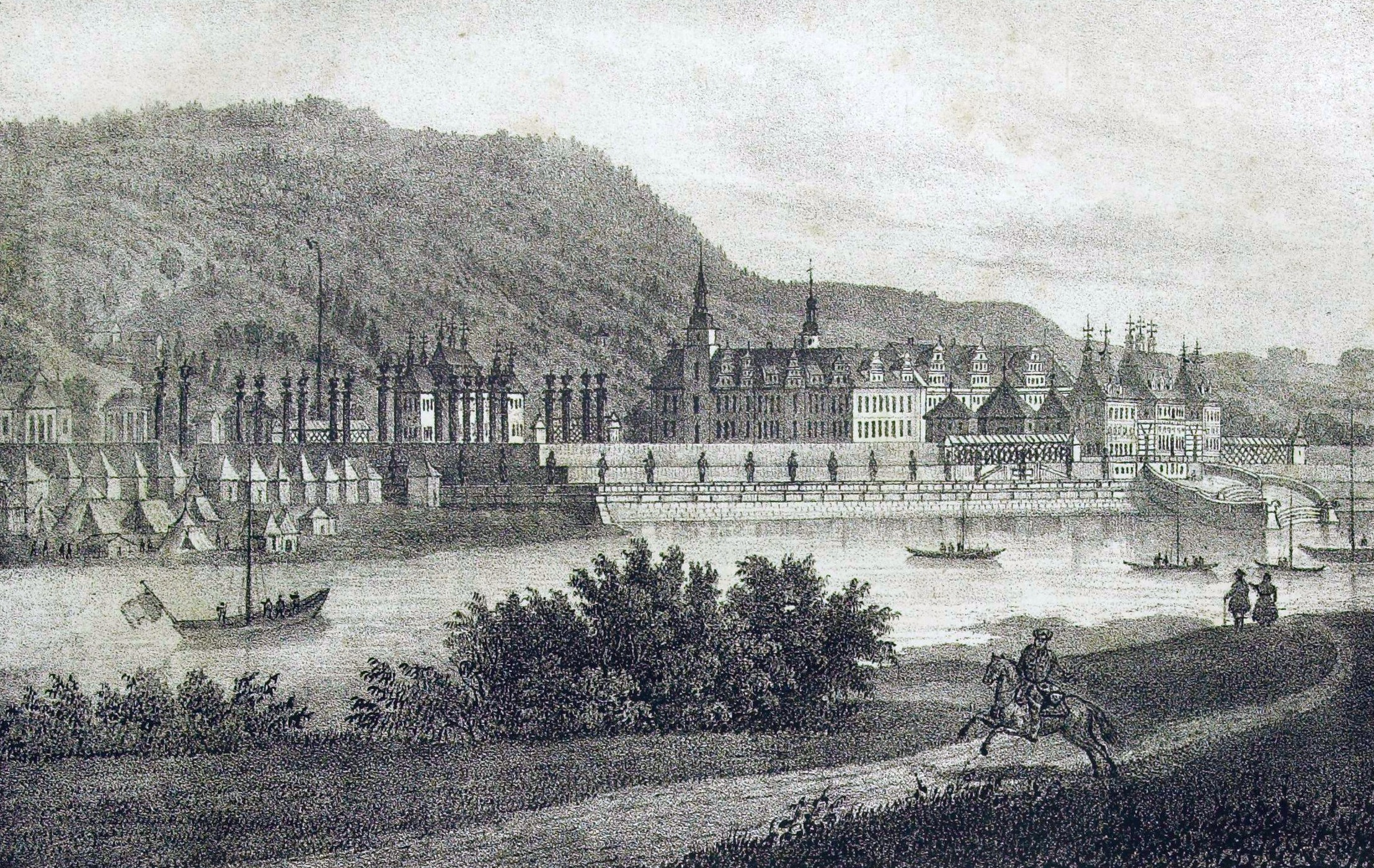
Das 1818 abgebrannte „Alte Schloss“ mit Venustempel, Wasser- und Bergpalais

Erstmals wurde Pillnitz am 5. August 1403 urkundlich ewähnt; damals bewohnten Vasallen der Burggrafen von Dohna dort eine Wasserburg, wo heute das Neue Pallais steht. Die von Markgraf Wilhelm von Meißen (1343–1407) unterzeichnete Urkunde bestätigt der Ehefrau des Heinrich von Karaß den Grundbesitz von Pillnitz als Leibgedinge; erstmals werden auch der Friedrichsgrund und die Meixmühle erwähnt sowie Weinbau und Fischfang als Erwerbsquellen genannt. Außerdem bestätigt die Urkunde die Existenz von zwei Gutshöfen, von denen der eine im Ober- und der andere im Unterdorf von Pillnitz lag, als eigenständige Pillnitzer Liegenschaften. Nachdem 1420 „Friedrich Karlewitc zeu Bilnitz“ auf Pillnitz „gesessen“ hatte, kam dessen Pillnitzer Grundbesitz über seine Söhne, welche die beiden Gutshöfe separat verwaltet hatten, an die wohlhabende Patrizierfamilie Ziegler. Wygand Ziegler erhielt 1486 den Lehnbrief über die ungeteilte Herrschaft Pillnitz, zu der die beiden Gutshöfe im Ober- und Unterdorf Pillnitz, das Dorf Pillnitz selbst mit der dazugehörigen Elbfähre und der Elbinsel, der Fischfang und die Orte Krieschendorf und Borsberg gehörten; beide Gutshöfe verblieben seitdem in ungeteilten Besitz. Die zum Rittergut Pillnitz gehörenden Ortschaften in der Umgebung wechselten hingegen im weiteren Verlauf des 15. Jahrhunderts des Öfteren den Besitzer. 1514 kamen noch die Orte Wachwitz und Pappritz zum Grudbesitz des Rittergutes hinzu. 1569 verkaufte Caspar Ziegler seinen Pillnitzer Grundbesitz an Christoph von Loß den Älteren († 1609), den Reichspfennigmeister, Oberschenk und Hofrat des sächsischen Kurfürsten Christian I. An Christoph von Loß den Älteren erinnert noch heute ein überlebensgroßes Epitaph in der Weinbergkirche. Mit der Herrschaft derer von Loß begannen in Pillnitz umfangreiche Baumaßnahmen, die zu einem Wandel vom ehemaligen Herrensitz in der Pillnitzer Flur zu einen repräsentativen Adelssitz in Nähe der kurfürstlichen Residenzstadt Dresden führten. In mehreren Abschnitten entstand in Pillnitz eine vierflügelige unregelmäßige Schlossanlage im Baustil der Renaissance, die den Einfluss derer von Loß am kurfürstlichen Hof zur Geltung bringen sollte. Der Sohn und Erbe von Christoph von Loß dem Älteren, Joachim von Loß († 1633), kam nach seinem Tod als der „Böse Loß“ in Verruf, weil er zu seinen Lebzeiten den Bauern, die seinen Grundbesitz bewirtschafteten zu Unrecht umfangreiche Frondienste und hohe Abgaben auferlegt hatte. Einer Sage zufolge soll er, nachdem er gestorben war, von Zeit zu Zeit als großer „schwarzer Hund“ bellend und heulend um Mitternacht in Pillnitz und Umgebung erscheinen. Die älteste Tochter vom „Bösen Loß“, Sophie Sibylle von Loß, heiratete 1636 Günther von Bünau, der, nachdem seine Ehefrau Sophie Sibylle 1640 gestorben war, in deren Rechte eintrat und 1643 mit dem Rittergut Pillnitz und den dazugehörigen Dörfern beliehen wurde. Seine Herrschaft war durch langwierige Streitigkeiten mit seinen Untertanen über den Umfang der zu leistenden Frondienste geprägt. Sowohl von den Zieglers, den Loß' als auch den Bühnaus wurde das 1818 niederbrannte Renaissance-Schloss bewohnt, das vormals ein burgartiges, mit einem Wallgraben umgebenes und einem Turm versehenes Gebäude gewesen sein mag. Spuren vom Wallgraben und einer Zugbrücke hat man noch nach dem Schlossbrand gefunden. Ansonsten ist vom abgebrannten Renaissance-Schloss als Schriftstück nur eine Bewertung des Gutsbesitzes des Christoph von Loß und der Gebäudesubstanz von Schloss und Nebengelass durch kurfürstliche Kommissare aus dem Jahr 1578 überliefert.

## Geschichte (1694 bis heute)

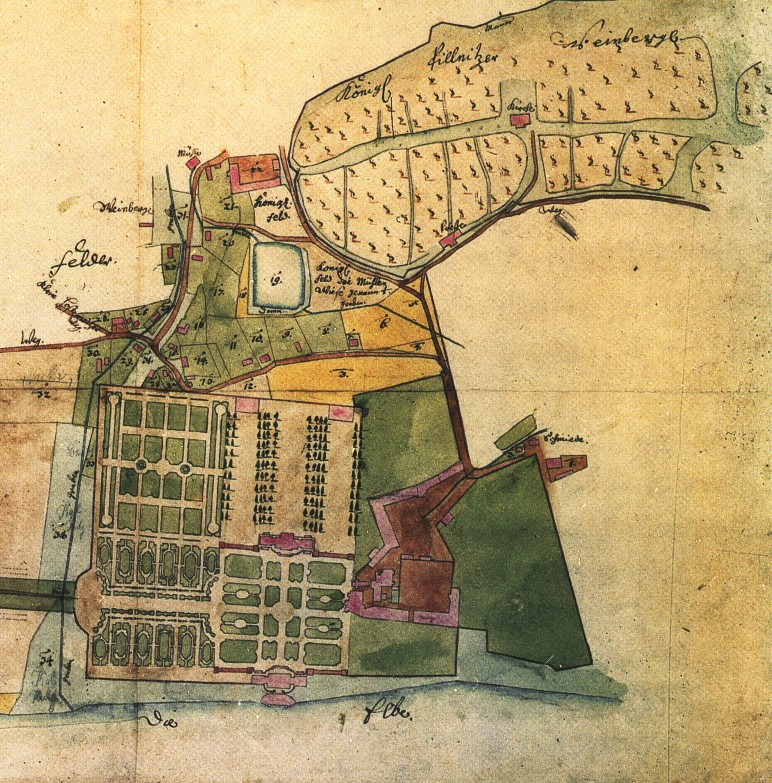
Lageplan von Schloss Pillnitz 1725

Nach einem weiteren Besitzerwechseln erwarb der regierende sächsische Kurfürst Johann Georg IV. 1694 Schloss Pillnitz, um es seiner Mätresse Magdalena Sibylla von Neitschütz zu schenken. Nach dem Tod von Johann Georg IV. gelangte dessen Bruder und Nachfolger August der Starke 1706 durch Rückkauf in den Besitz des Schlosses. Er schenkte es seiner Mätresse Constantia von Cosel, die von 1713 bis 1715 im Schloss wohnte. Nachdem die Gräfin in Ungnade gefallen und auf Burg Stolpen in Gefangenschaft gesetzt worden war, nahm August der Starke das Schloss 1718 durch Enteignung wieder in seinen Besitz zurück. Wie bereits ereits 1718 von ihm geplant, ließ er ab 1720 das alte Renaissance-Schloss zu einem zeitgemäßen Barockschloss ausbauen und Wasser- und Bergpalais errichten – beide zunächst ohne Seitenflügel. Grundlage für diese Neubauten waren Entwürfe von Matthäus Daniel Pöppelmann und Zacharias Longuelune; Longuelune war es auch, der Stilelemente des aus Frankreich stammenden klassizistischen Barocks und die rechtwinkligen Formen in die Bauplanung einbrachte. Ab 1723 war Schloss Pillnitz die Sommerresidenz vom Dresdner Hof; im Schlosspark dienten verschiedene Spielanlagen dem Zeitvertreibder der Höfischen Gesellschaft. Neben dem Schlossareal entwickelte sich aus einem älteren Herrensitz ein Rittergut, das als Vorwerk Pillnitz bezeichnet wurde. Durch Besitzerwechsel wurde aus dem frühere Rittergut später ein Kammergut.

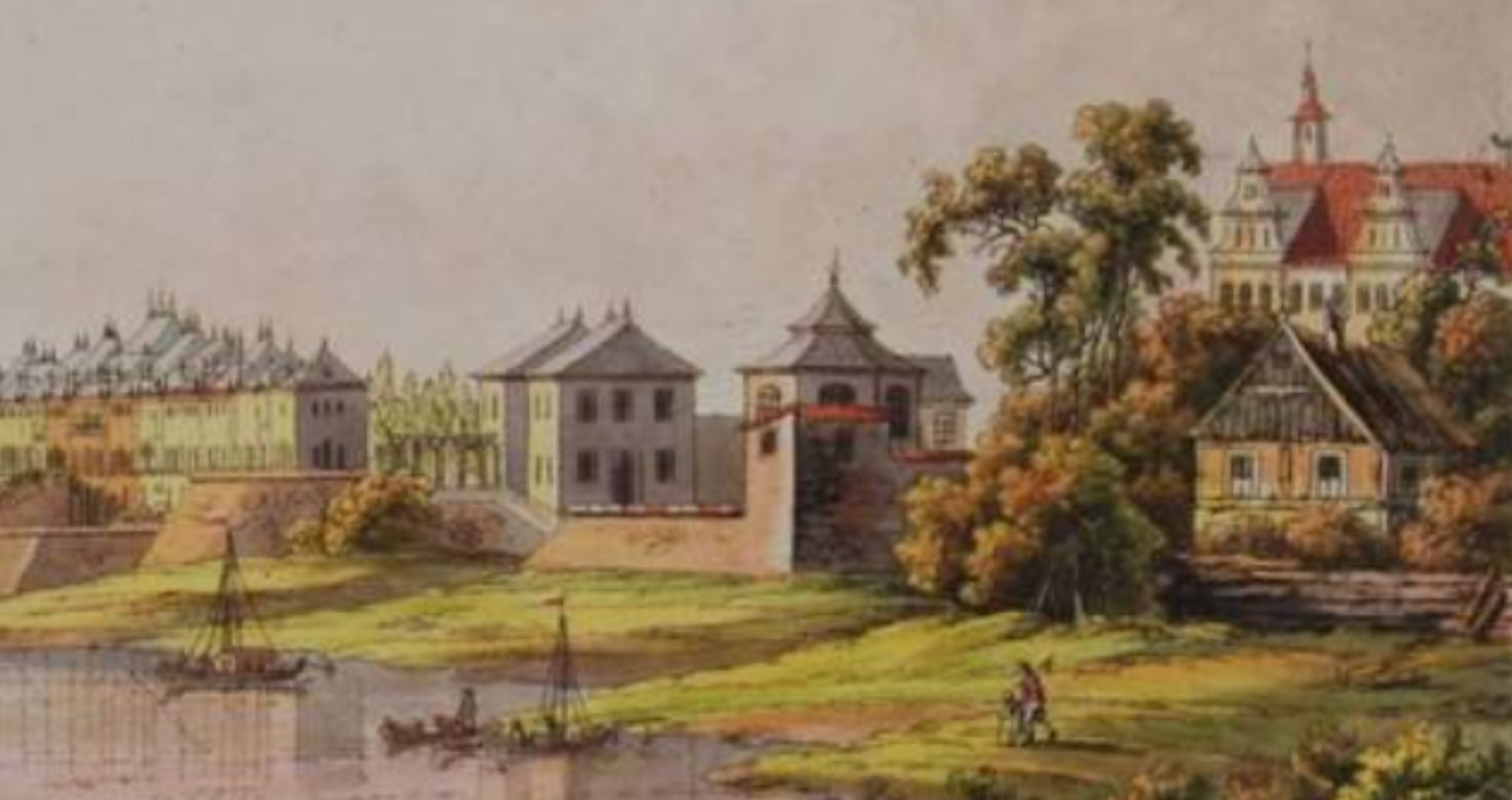
Schloss Pillnitz um 1800 (Elbeseite) mit Wasserpalais, Löwenkopfbastei, dem Venustempel und im Hintergrund dem Alten Schloss (v. l. n. r.)

Um Platz für den von ihm geplanten Venustempel zu schaffen, ließ August der Starke 1723 die alte Schlosskirche »Zum Heiligen Geist« abreißen und die evangelische Weinbergkirche im nahegelegenen Königlichen Weinberg  errichten. Der Venustempel bestand aus einem oktogonalen Mittelsaal und vier mit diesem verbundenen quadratischen Eckpavillons. Die Wände des für höfische Festlichkeiten vorgesehenen Mittelsaals schmückten Porträts der Mätressen Augusts des Starken und weiterer Hofdamen. Die offenherzigen Bildnisse der Mätressen hinderten August den Starken, der nicht nur sächsischer Kurfürst, sondern in Personalunion auch König von Polen war, nicht daran, den südöstlichen Eckpavillon des Venustempels als katholische Hofkapelle zu nutzen. Der Venustempel fiel ebenso wie das Renaissance-Schloss dem Brand von 1818 zum Opfer.

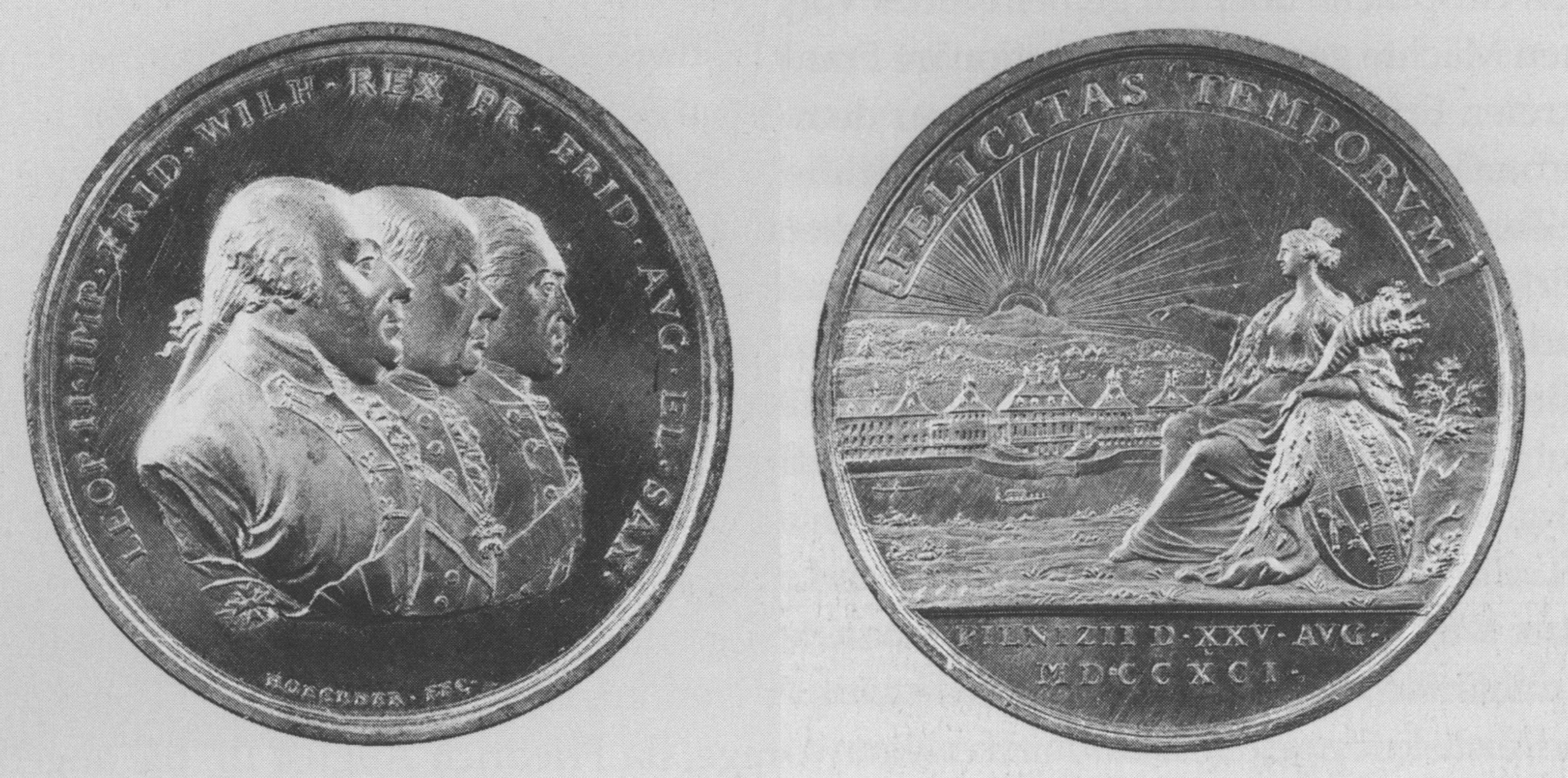
Medaille vom Fürstentreffen, abgebildet sind Leopold II. von Österreich, Friedrich Wilhelm II. von Preußen als Teilnehmer und Friedrich August III. von Sachsen als Gastgeber

Das Schloss wurde ab 1765 von Kurfürst Friedrich August III. von Sachsen, einem Urenkel von August dem Starken, als Sommerresidenz genutzt. 1791 war es Tagungsort der Pillnitzer Fürstenversammlung. Gastgeber des Treffens der regierenden Fürsten von Österreich und Preußen und ihrer Entourage war Kurfürst Friedrich August III. von Sachsen, der jedoch an den Verhandlungen nicht beteiligt war. Hauptgegenstände der Verhandlungen waren die „polnische Frage“ und die Beendigung des Krieges Österreichs gegen die Türkei. Auf Drängen der anwesenden französischen Emigranten wurde am Ende des Fürstentreffens die Pillnitzer Deklaration verabschiedet, in welcher sich Österreich und Preußen verpflichteten, den im Ergebnis der Französischen Revolution entmachteten König Ludwig XVI. bei der Wiederherstellung der Monarchie in Frankreich zu unterstützen.

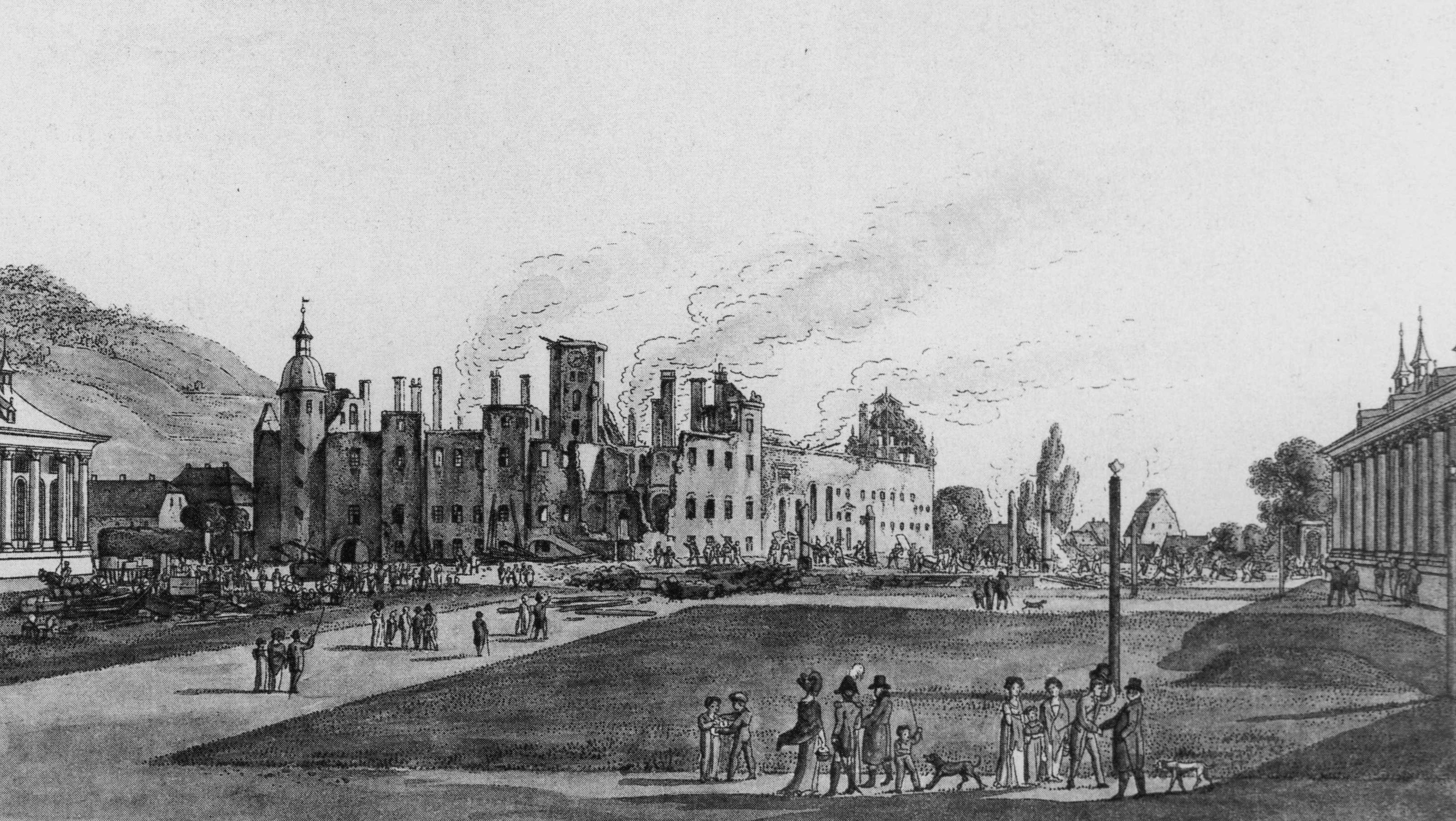
Ruinen vom alten Königl. Schloß zu Pillnitz, Stich von Christian Friedrich Sprinck, 1818

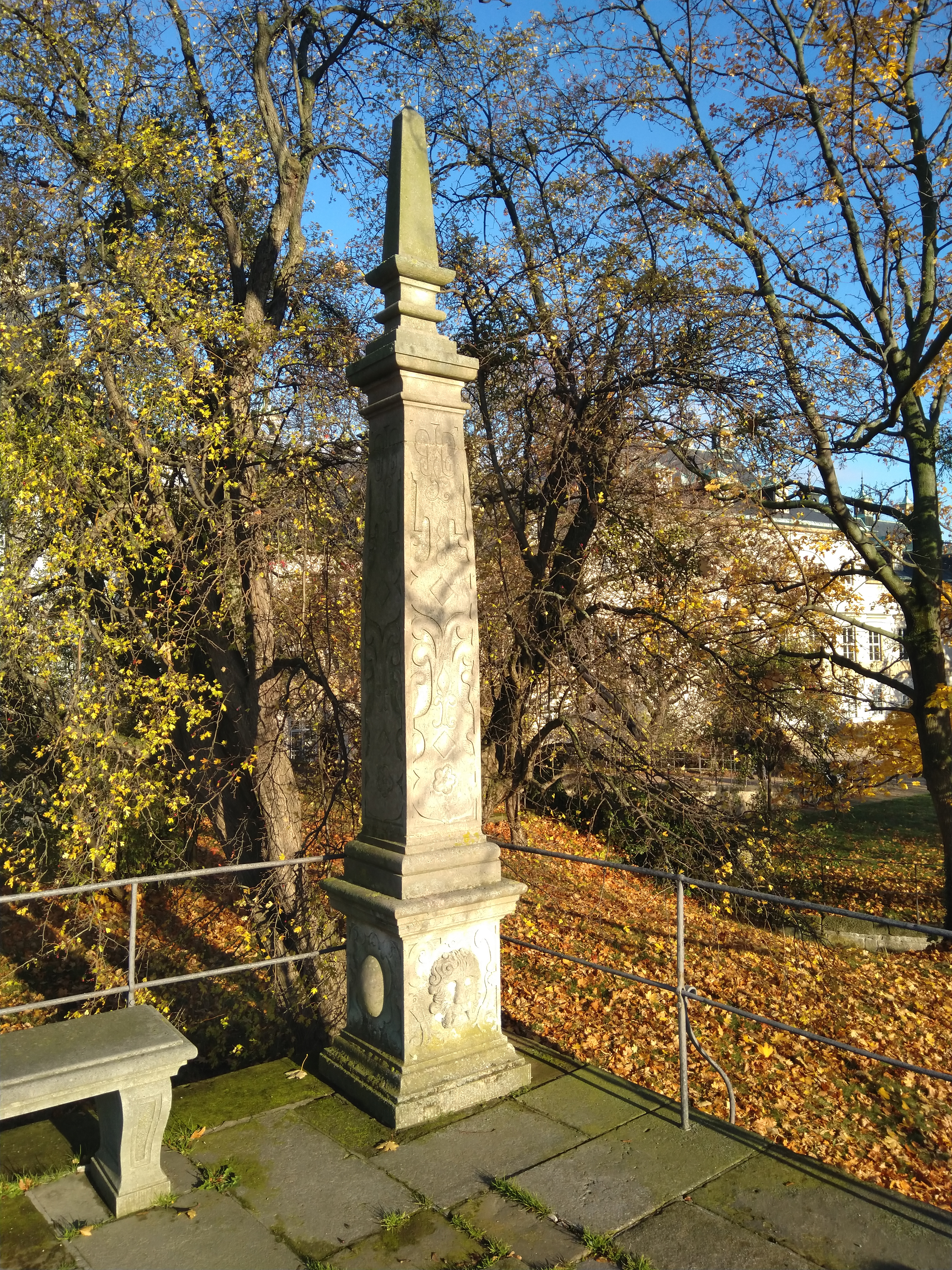
Sandsteinobelisk vom Alten Schloss auf der Löwenkopf-Bastei (Kopie)

Mit der Herrschaft derer von Loß begannen in Pillnitz umfangreiche Baumaßnahmen, die zu einem Wandel vom rustikalen Herrensitz zum repräsentativen Adelssitz in Nähe der kurfürstlichen Residenzstadt Dresden führten. In mehreren Abschnitten entstand eine vierflügelige unregelmäßige Schlossanlage im Baustil der Renaissance, die den Einfluss derer von Loß am kurfürstlichen Hof zur Geltung bringen sollte. Das Renaissance-Schloss und der  Venustempel fielen am 1. Mai 1818 einem Brand zum Opfer; das Wasserpalais und das gegenüberliegende Bergpalais blieben unversehrt. Als sichtbare Relikte verblieben nach dem Abriss der Ruine nur die Löwenkopfbastei und einer der beiden aus Sandstein gefertigten Obelisken, welche einst die Terrassentreppe vor dem Ostflügel des Schlosses geschmückt hatten. Eine Kopie des mit Flachreliefs im Stil des Manierismus geschmückten Obelisken steht auf der Löwenkopfbastei, das Original ist im Schlossmuseum ausgestellt. Nach vollständiger Beseitigung der Ruinen des Alten Schlosses beauftragte König Friedrich August I. den Baumeister Christian Friedrich Schuricht das Neue Palais zu errichten. Es sollte sowohl die Funktionen vom abgebrannten Renaissance-Schloss übernehmen als auch den zwischen Wasser- und Bergpalais gelegenen Lustgarten abschließen. Die Bauarbeiten begannen 1819 und waren 1830 beendet. Nach der Fertigstellung des „neuen Schlosses“, nutzte das sächsische Königshaus die Gebäude und Parkanlagen von Schloss Pillnitz als Sommerresidenz.
Nach dem Ende der Monarchie in Deutschland (1918) ging das Schloss in das Eigentum des Freistaats Sachsen über. 1945 war Schloss Pillnitz Sammellager für Kunstschätze aus Dresdener/sächsischen Sammlungen, die im Zweiten Weltkrieg wegen der alliierten Luftangriffe zum Kunstschutz in abgelegene Schlösser, Burgen und andere Bergungsorte ausgelagert worden waren. Danach erfolgte durch die sowjetische Trophäenkommission ihr Abtransport nach Moskau, Leningrad und Kiew.
Seit 1990 befindet sich die Anlage unter der Obhut der Staatlichen Schlösser, Burgen und Gärten Sachsen. Im Wasser- und im Bergpalais ist das Kunstgewerbemuseum der Staatlichen Kunstsammlungen Dresden untergebracht.

## Die Schlossgebäude

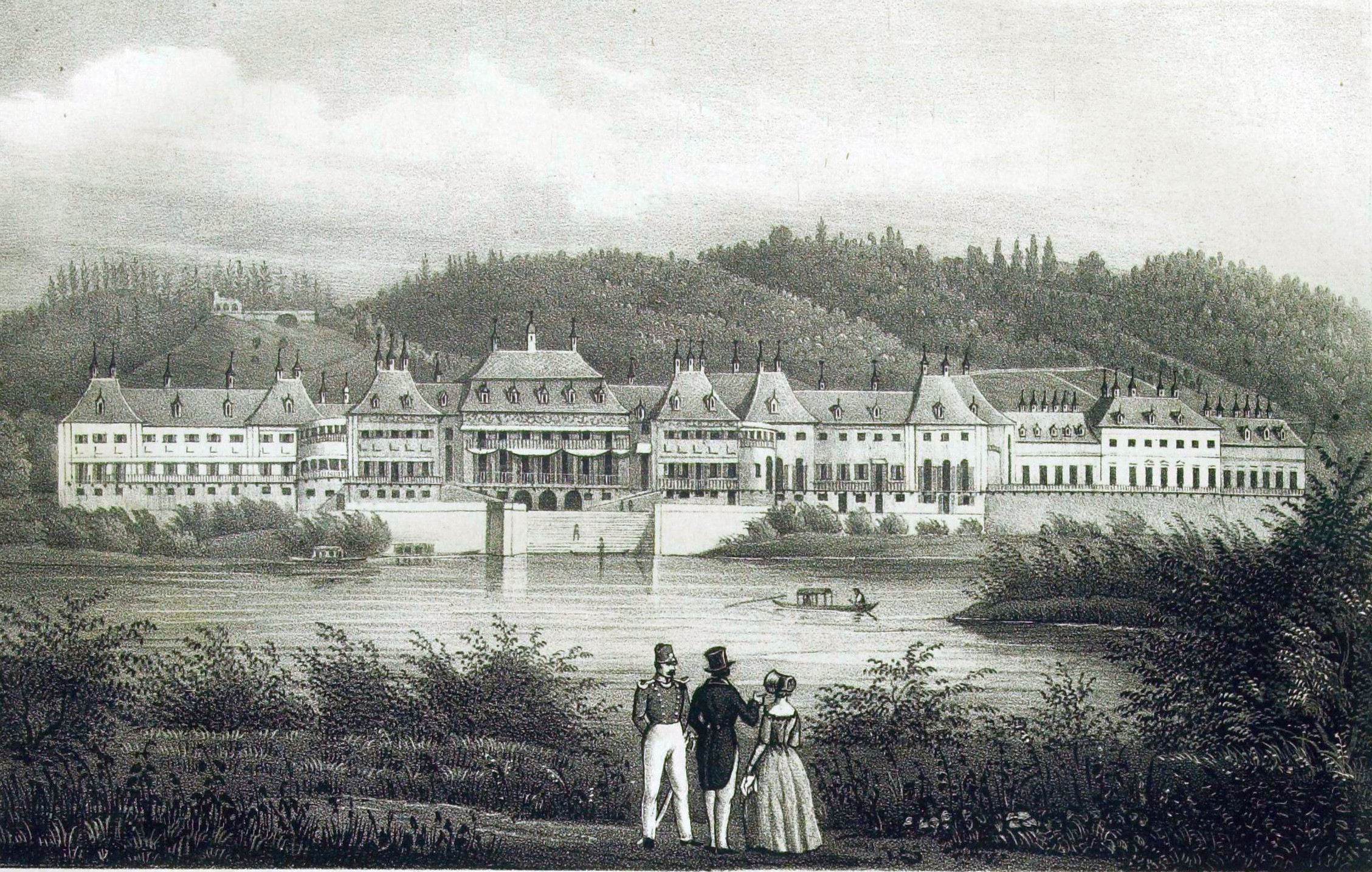
Schloss Pillnitz mit dem 1830 fertiggestellten Neuen Pallais (Lithografie von 1848)

Die architektonisch herausragensten Gebäude des Pillnitzer Lustschlosses sächsischer Kurfürsten und Könige sind das an der Elbe liegende Wasserpalais und das gegenüberliegende Bergpalais. Zwischen diesen beiden Gartenpalais, die im Stil der im 18. Jahrhundert in Mode gekommene Chinoiserie und des Dresdner Barock errichtet wurden, befindet sich der Lustgarten, ein Barockgarten mit Springbrunnen und Bosketten. Im Südosten des Lustgartens wurde, nachdem die Ruine des 1818 abgebrannten alten Pillnitzer Renaissance-Schlosses beseitigt worden war, das Neue Palais erbaut. Zwischen den beiden Flügelbauten des Neuen Pallais, dem Küchen- und dem Kapellenflügel, liegt der Fliedergarten. Während der zwischen Wasser- und Bergpalais liegende Lustgarten zum Flanieren bestimmt war, diente der an das Bergpalais angrenzende Schlosspark der Hofgesellschaft zum Zeitvertreib mit höfischen Spielen, welche die Besucher noch heute beim jährlich im Sommer stattfindenden Pillnitzer Spielewochenende ausprobieren können.

### Wasserpalais und Bergpalais

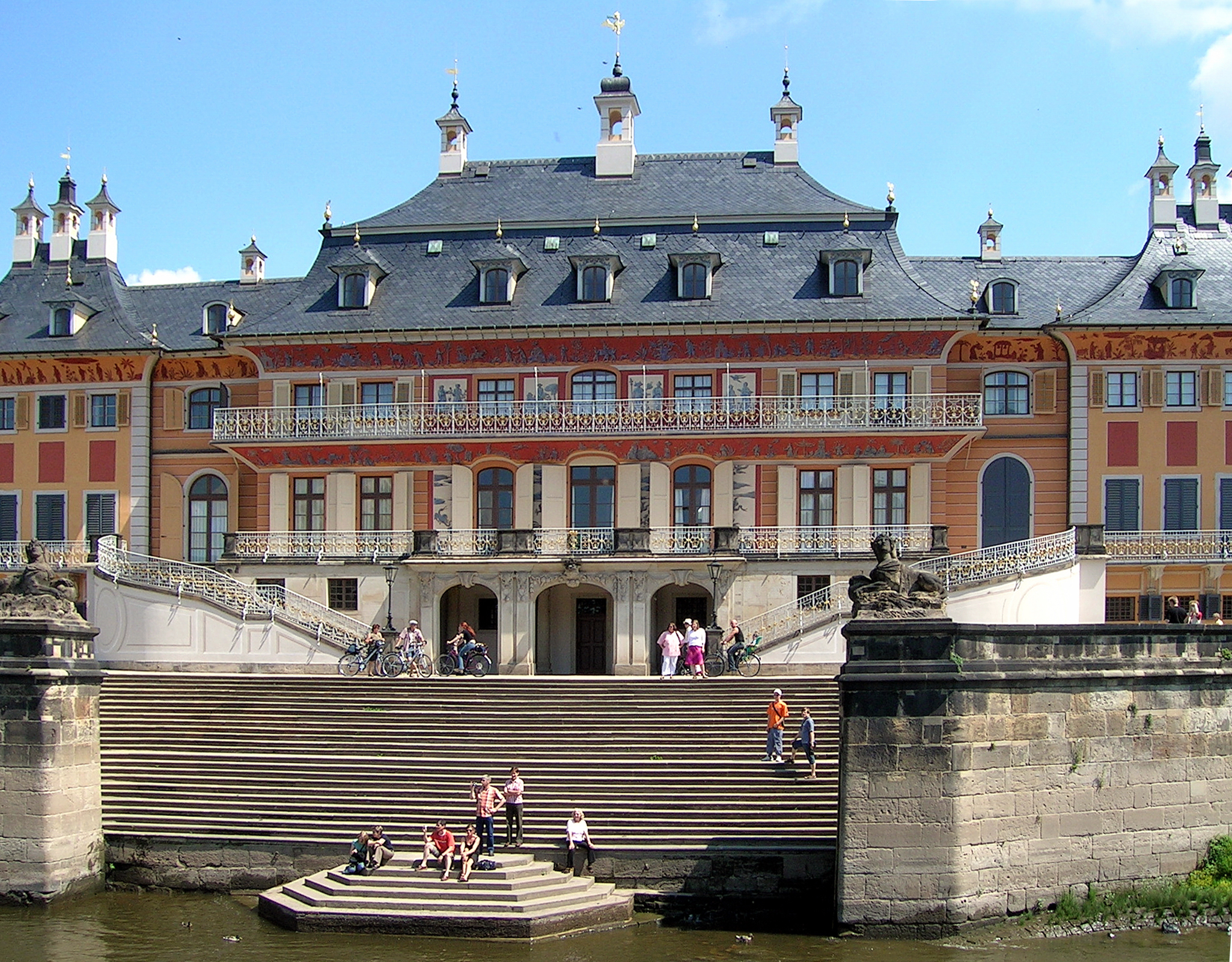
Wasserpalais mit geschwungener Schiffstreppe zur Anlegestelle für aus Dresden eintreffende Gondeln

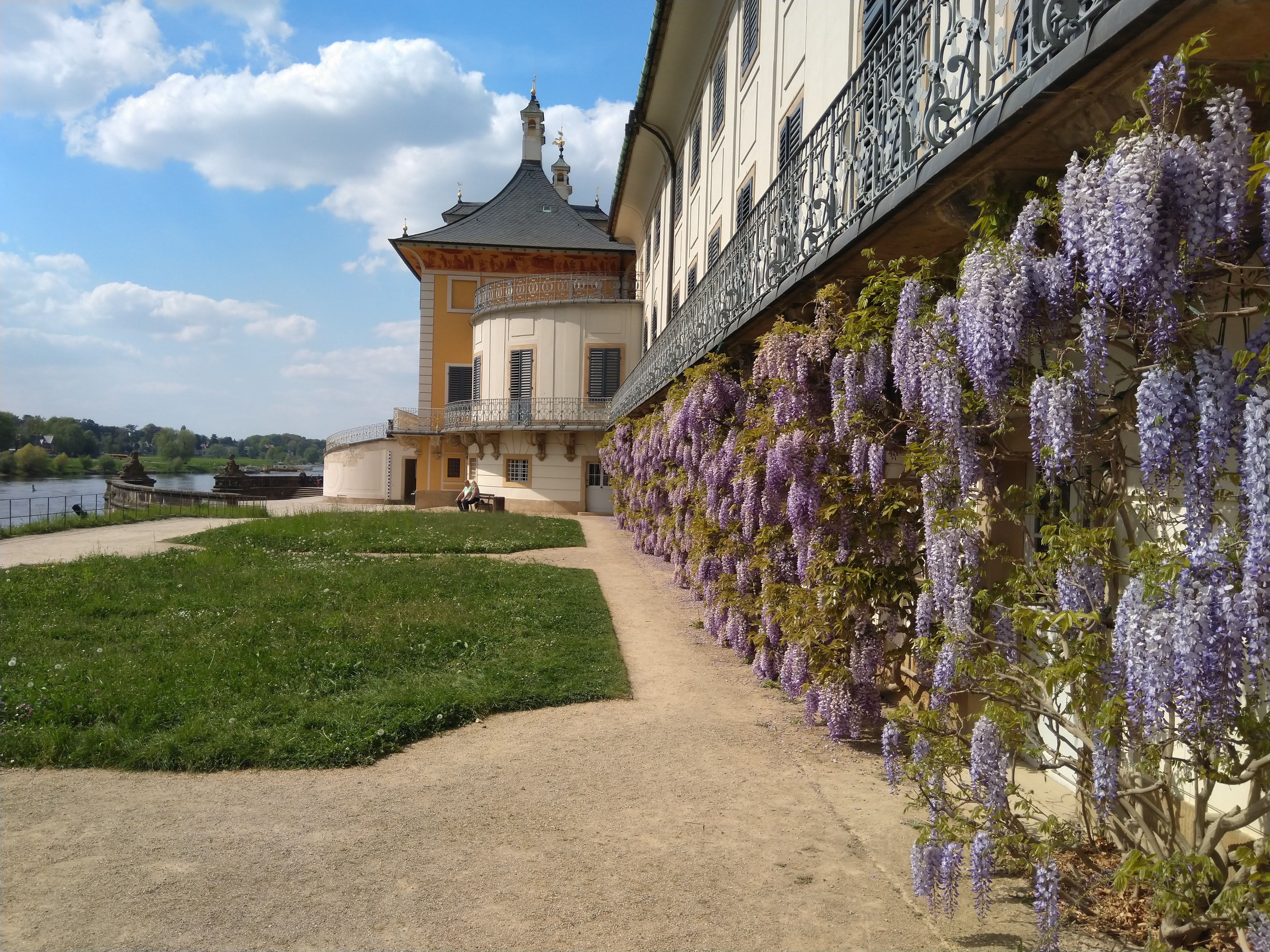
Blühendes Ziergehölz am Seitenflügel des Wasserpalais

Wasser- und Bergpalais von Schloss Pillnitz gehören neben Schloss Moritzburg und dem Dresdner Zwinger zu den Hauptwerken des Dresdner Barock. „Doch ehe Wasser- und Bergpalais gebaut werden konnten, war da ein Luftschloss: August hatte wie üblich völlig unrealisierbare, weil zuviel Geld kostende Pläne. Die Schlossanlage sollte den gesammten Raum zwischen Höhenzügen und der Elbe und bis nach Söbringen hin ausfüllen. Das Bauprogramm mußte immer mehr reduziert werden, und schließlich wurde aus dem Luftschloss doch noch ein Schloss: ein zunächst aus Berg- und Wasserpalais, einem ‚Venustempel‘, dem eingefügten alten Schloss und mehreren Spielhäusern bestehendes Lustschloss des Fürsten.“ In den Jahren 1720/1721 entstand am Elbufer das Wasserpalais in Form von drei nebeneinander liegenden separaten Pavillons. 1722 verband man die beiden außen liegenden Pavillons durch Gänge mit dem Mittelpavillon. Die von Pöppelmann entworfene geschwungene Schlosstreppe des Wasserpalais wurde von Longuelune 1724 als Schiffstreppe zur Anlegestelle der aus Dresden eintreffenden Gondeln bis zur Elbe hinunter verlängert und war in so ausgewogenen Proportionen konzipiert, dass sie bei jedem Wasserstand ihre Wirkung behalten sollte. Dächer und Dachgesimse von Wasser- und Bergpalais vermitteln ebenso wie das Japanische Palais in Dresden einen ostasiatische Eindruck. Die Verwendung solcher als Chinoiserien bezeichneten Stilelemente erfreute sich in der Zeit des Barock großer Beliebtheit.

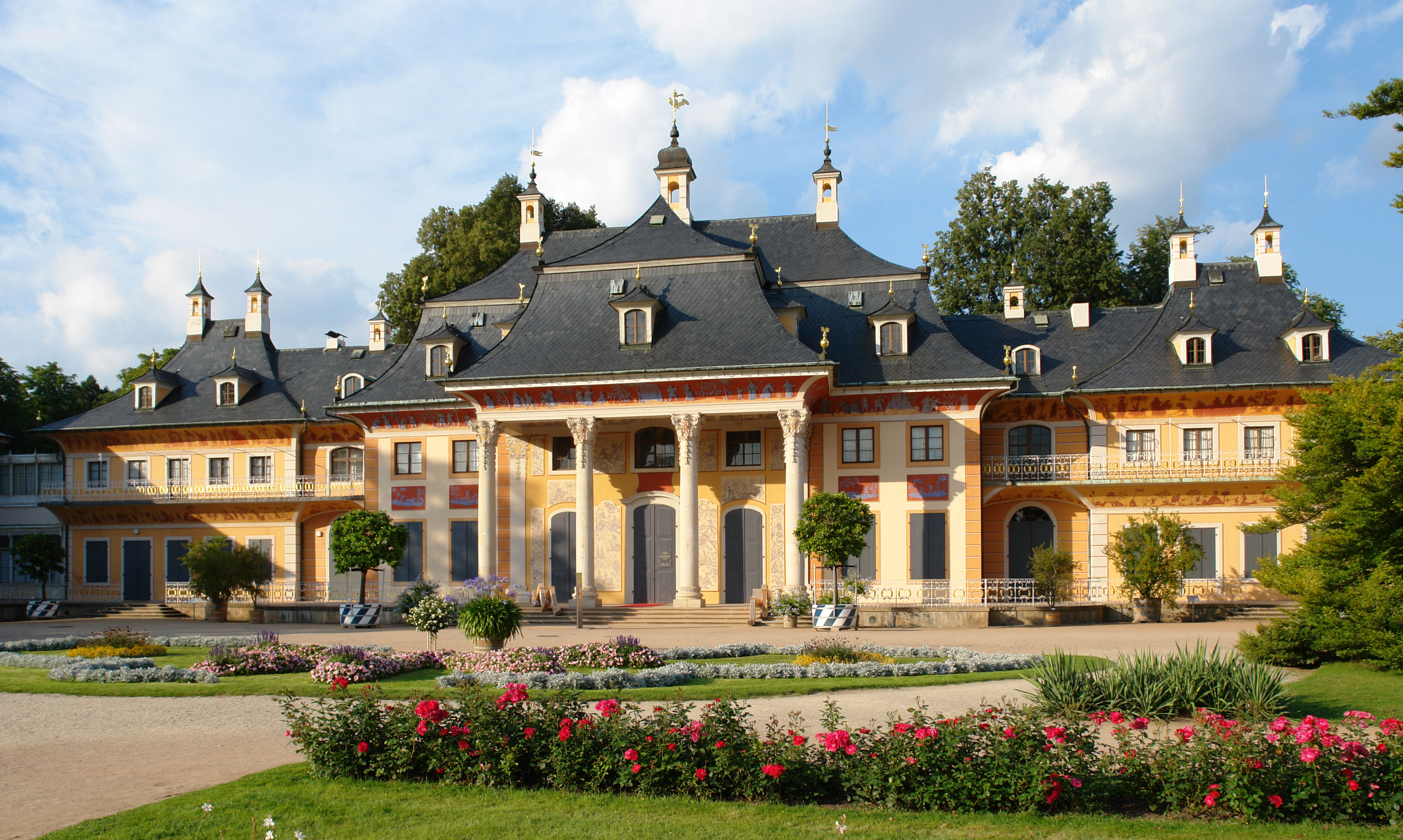
Bergpalais vom barocken Lustgarten aus gesehen

Als Pendant zum Wasserpalais entstand in den Jahren 1723/1724 das Bergpalais. Die als große Hohlkehlen ausgebildeten Gesimse und die über den Mittel- und Eckrisaliten hohl geschweiften großen Dächer von Wasser- und Bergpalais mit ihren phantastivollen Schornsteinen sollten einen exotischen Eindruck vermitteln. Die hölzernen Seitenflügel, die Berg- und Wasserpalais beiderseits flankierten, wurden 1788 bis 1791 von Christian Friedrich Exner durch Steinbauten ersetzt. Die Entwürfe lieferten Johann Daniel Schade und Christian Traugott Weinlig, der auch für die zum Teil erhaltene Ausstattung der Innenräume des Schlosses verantwortlich war. Zwischen den beiden Gartenpalais wurde der Lustgarten angelegt. Das Weinlig-Zimmer im Kaiserflügel des Bergpalais mit reicher Stuckdekoration ist in dem von Christian Traugott Weinlig bevorzugten Zopfstil gehalten. Seit 1963 ist im Wasser- und Bergpalais das Kunstgewerbemuseum der Staatlichen Kunstsammlungen Dresden untergebracht.

### Neues Palais

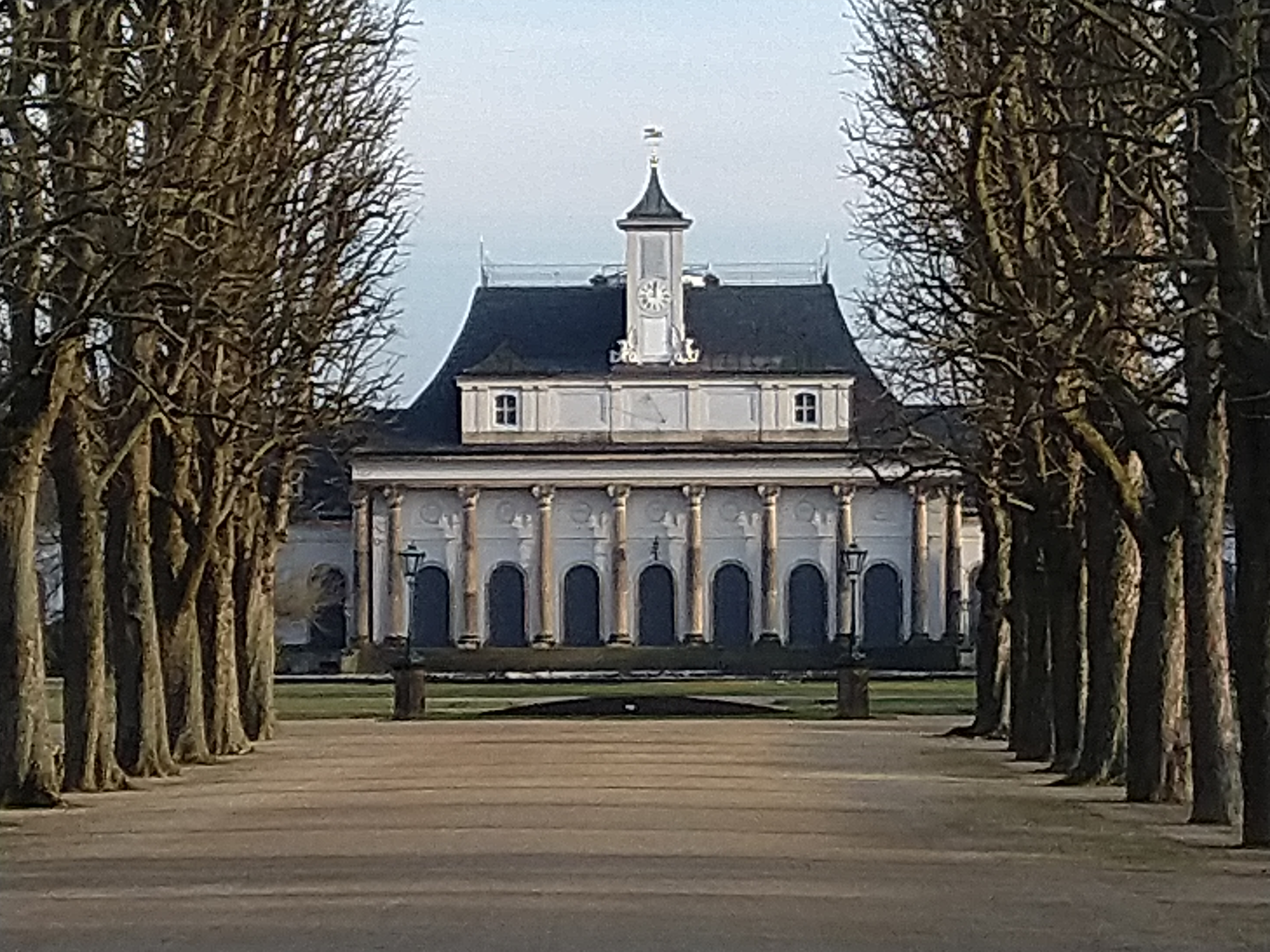
Neues Palais, Portal Parkseite

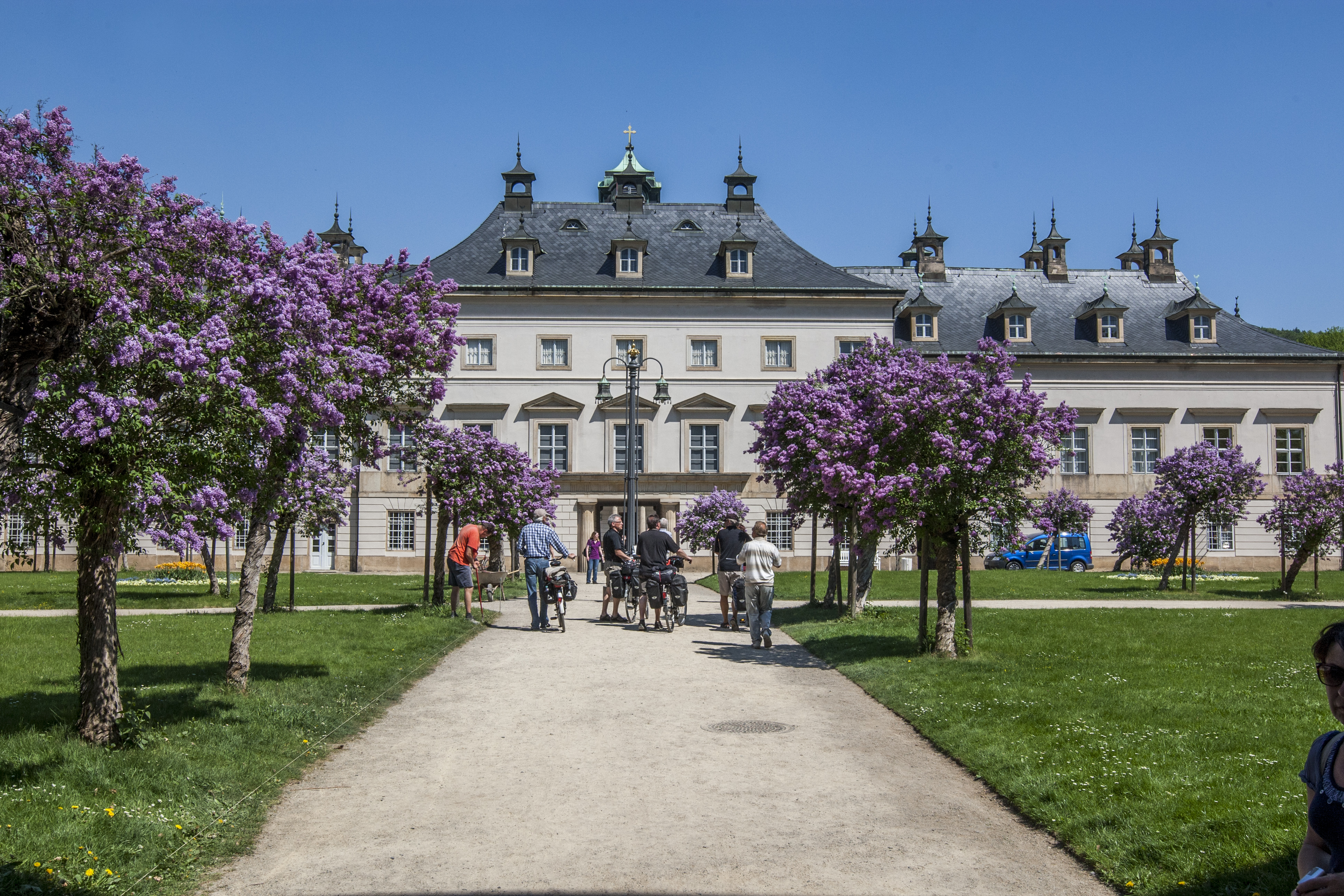
Neues Palais, Fliederhof mit blühenden Fliederbäumen

Die Bauarbeiten am Neuen Palais begannen 1819. Bereits 1822 war das klassizistische Hauptgebäude fertiggestellt, in dem sich unter anderem der Kuppelsaal, die katholische Schlosskapelle und die Hofküche befinden. Der 1823 eingeweihte Kuppelsaal ist der einzige klassizistische Kuppelbau Dresdens. Sechs freistehende Säulen auf jeder Seite tragen die Hängekuppel. Dieser repräsentative Festsaal ist mit Gemälden, u. a. von Carl Christian Vogel von Vogelstein, geschmückt. Er besitzt einen breiten Zugang zum Lustgarten. Von 1822 bis 1823 entstand im Neuen Palais der zur Elbe gelegene Küchenflügel mit der Hofküche und der Schlossbrauerei. Die Hofküche verfügt über eine umfangreiche Ausstattung und ist in verschiedene küchenspezifische Bereiche, wie Mundseite, Bratseite und Küchenschreiberei, unterteilt. Bis zu 27 Angestellte sorgten dort für das leibliche Wohl der königlichen Familie und des Hofstaates. Im Südosten umschließt das Neue Palais den Fliederhof.

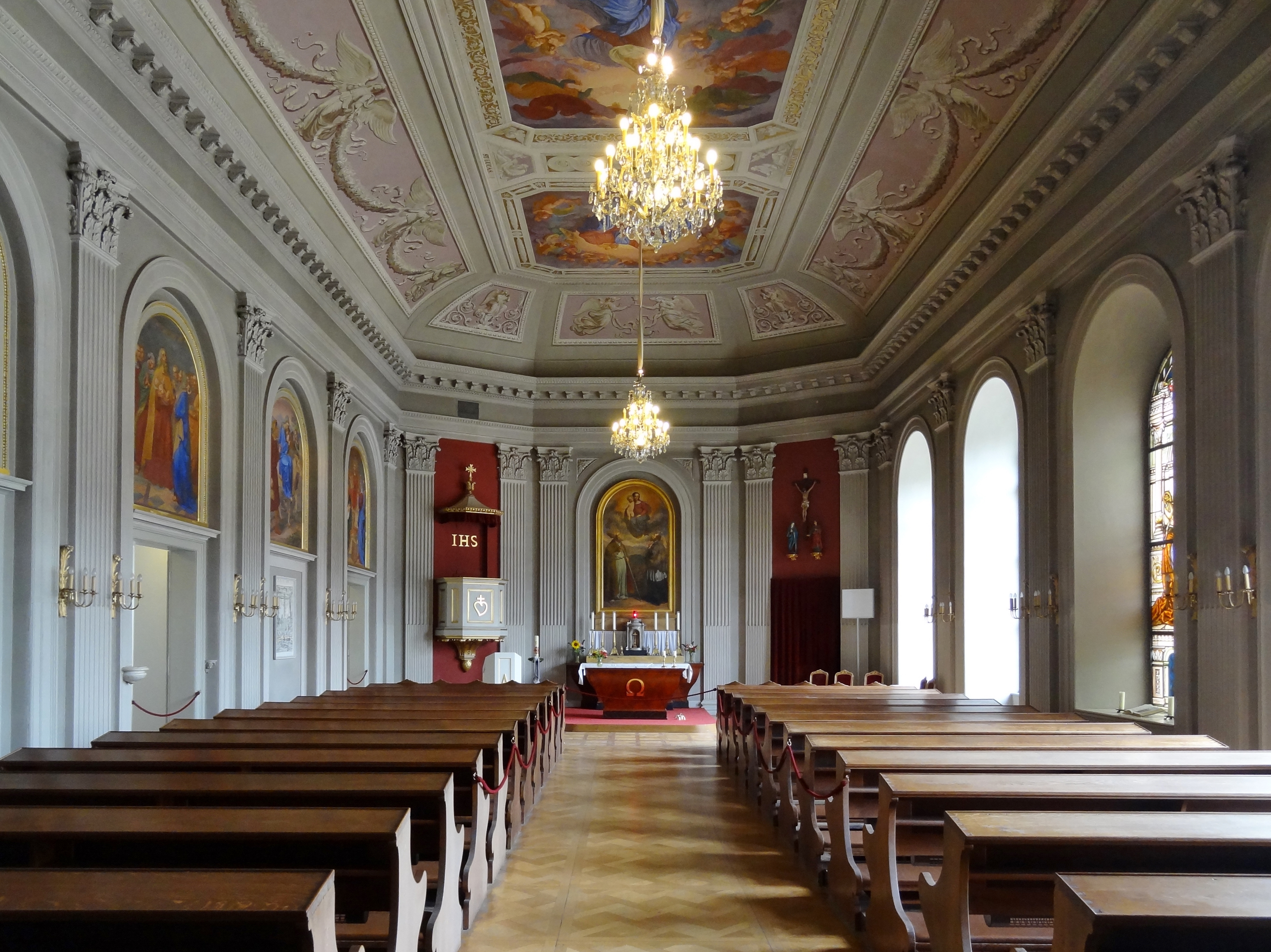
Neues Palais, kath. Schlosskapelle

Die von 1822 bis 1829 erbaute und 1830 geweihte katholische Schlosskapelle ist eine Saalkirche. Sie befindet sich im bergseitigen Kirchenflügel des Neuen Palais. Bezeichnend sind ihre reiche Ausstattung und Gemälde von Carl Christian Vogel von Vogelstein. Auf zehn Wand- und Deckenfeldern stellte er Szenen aus dem Marienleben dar, so auch auf dem Altarbild Mariä Himmelfahrt. Auf der Westseite der Schlosskapelle befindet sich der Altarraum; auf der Ostseite liegt der Eingang mit der Empore darüber für die Jehmlich-Orgel.

## Der Schlosspark

### Geschichte
Der heutige Schlosspark weist sowohl französische Formal- als auch englische Landschaftselemente auf. Seine wichtigsten Sehenswürdigkeiten sind die Tritonengondel, der Englische Pavillon, das Kamelienhaus mit der berühmten Pillnitzer Kamelie, die Orangerie, das Palmenhaus und der Chinesische Pavillon. Die Anfänge des Schlossparks reichen bis ins Jahr 1694 zurück. Nachdem Kurfürst Johann Georg IV. damals Pillnitz im Tausch gegen Lichtenwalde übernommen hatte, wurden die bisher landwirtschaftlich genutzten Gärten im Umfeld des alten Renaissanceschlosses während der Herrschaft von August dem Starken wesentlich erweitert und umgenutzt. Um 1723 entstand hinter dem Bergpalais der Schlossgarten mit zwölf Baumreihen; sowie zwischen Berg- und Wasserpalais der Lustgarten mit Fontänen und Bosketten.

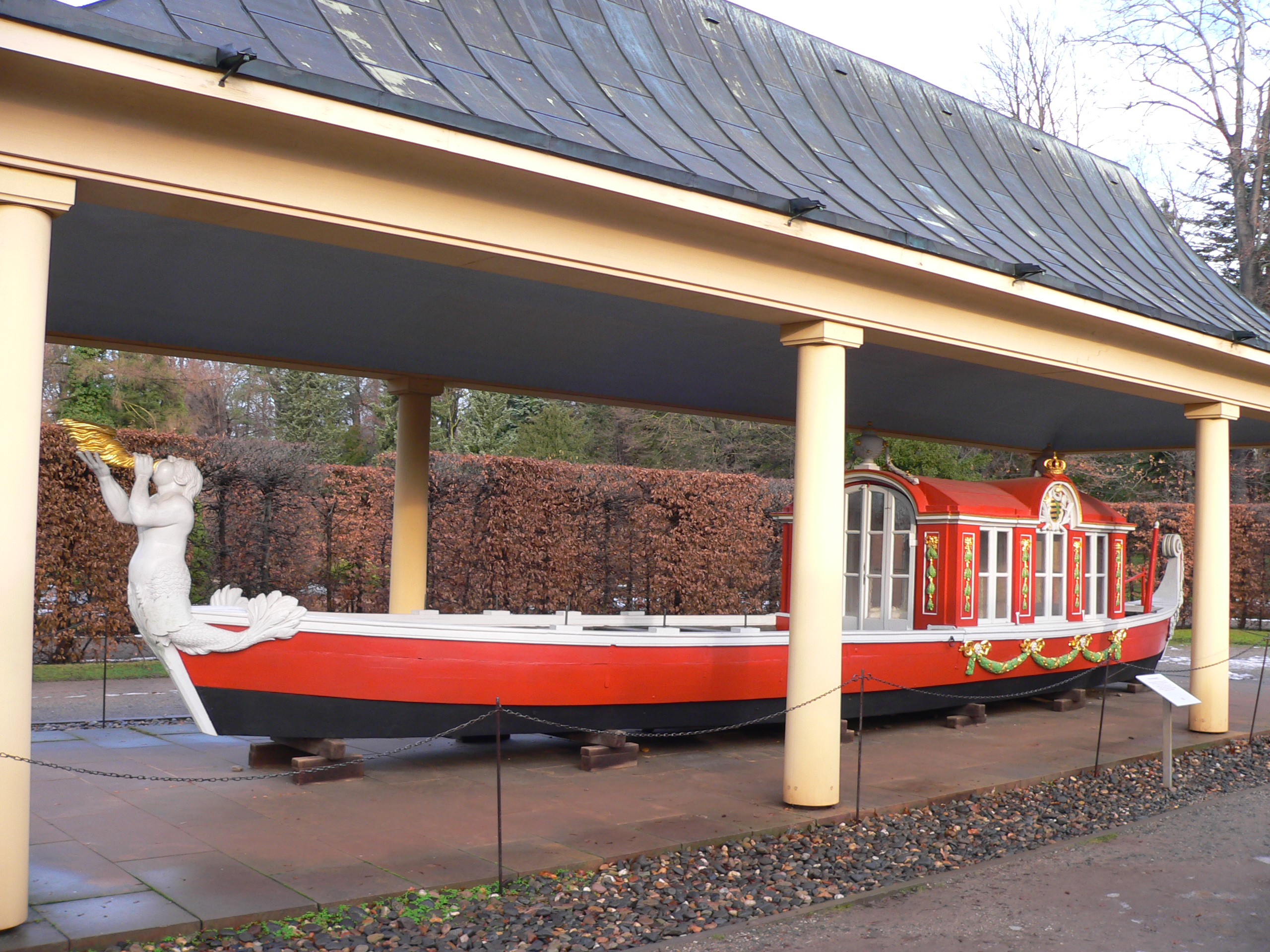
Tritonengondel

Eine rote Elbgondel, die sogenannte Tritonengondel des Kurfürsten Friedrich August III. von Sachsen, wurde zusammen mit einer „grünen Schwester“ nach Entwürfen von Christian Friedrich Schuricht um 1800 vom Hamburger Schiffzimmermeister Johann Christoph Pätzold gebaut. Die Gondeln dienten dem höfischen Verkehr zwischen dem Lustschloss Pillnitz und dem Residenzschloss Dresden. Starke Verwitterungsschäden erforderten 1954 eine Restaurierung, wobei aus Teilen beider Fahrzeuge eine dem historischen Vorbild nachempfundene Gondel entstand. Die Kopie der Galionsfigur fertigte Heinz Barth. Diese Tritonengondel ist heute unter einem chinoisierenden Schutzbau im Park ausgestellt.

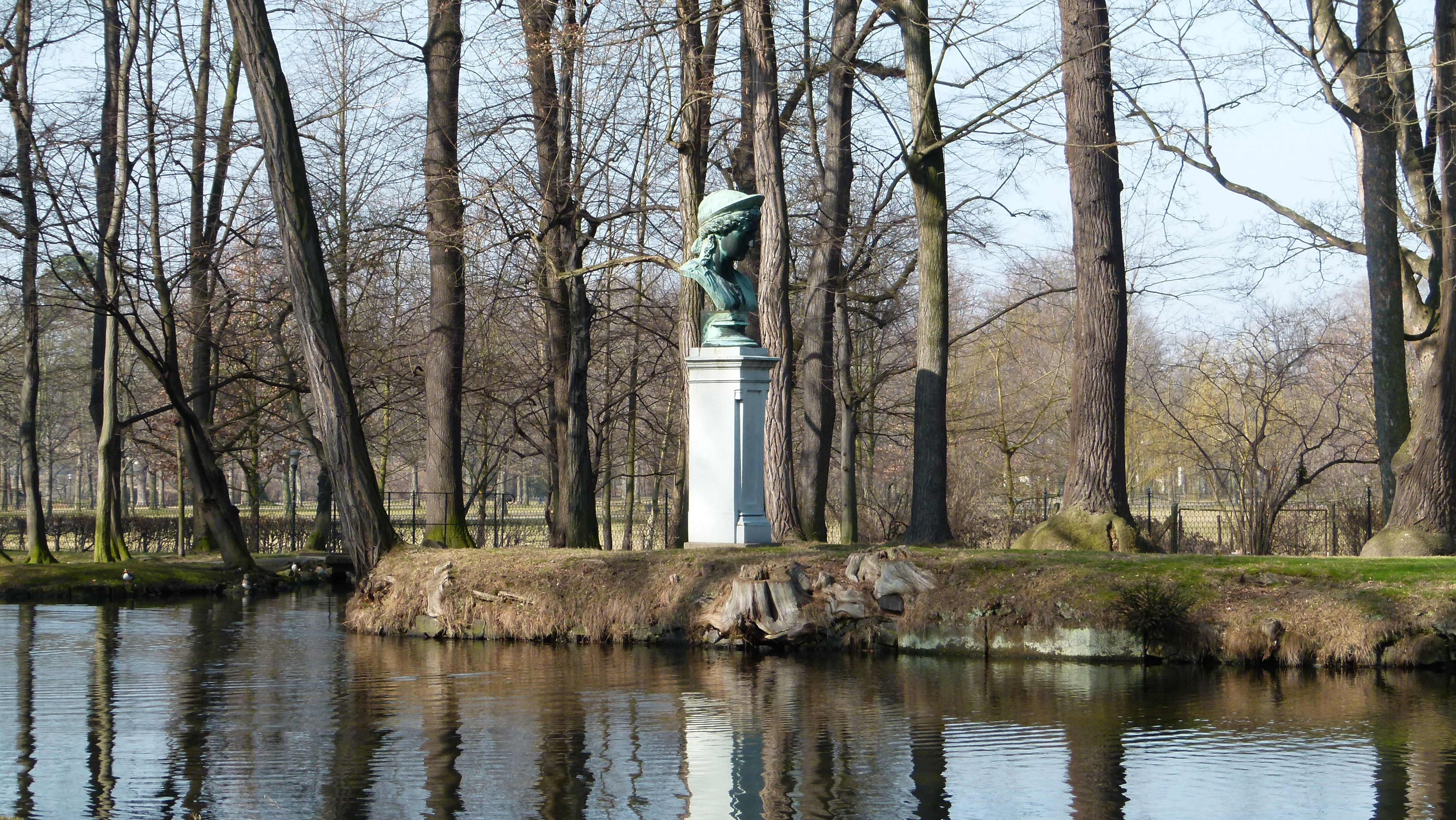
Kopf der Göttin Juno (Juno Ludovisi)

Ab 1778 entstand im nordwestlichen Teil des Schlossparks der Englische Garten. Die künstlich geschaffene Landschaft kommt mit nur wenigen Staffagebauten aus. Der überlebensgroße Kopf der römischen Göttin Juno, ein Bronzeabguss des antiken Frauenkopfs der Juno Ludovisi im Museo Nazionale Romano in Rom, schmückt seit dem 19. Jahrhundert die Insel im Teich.

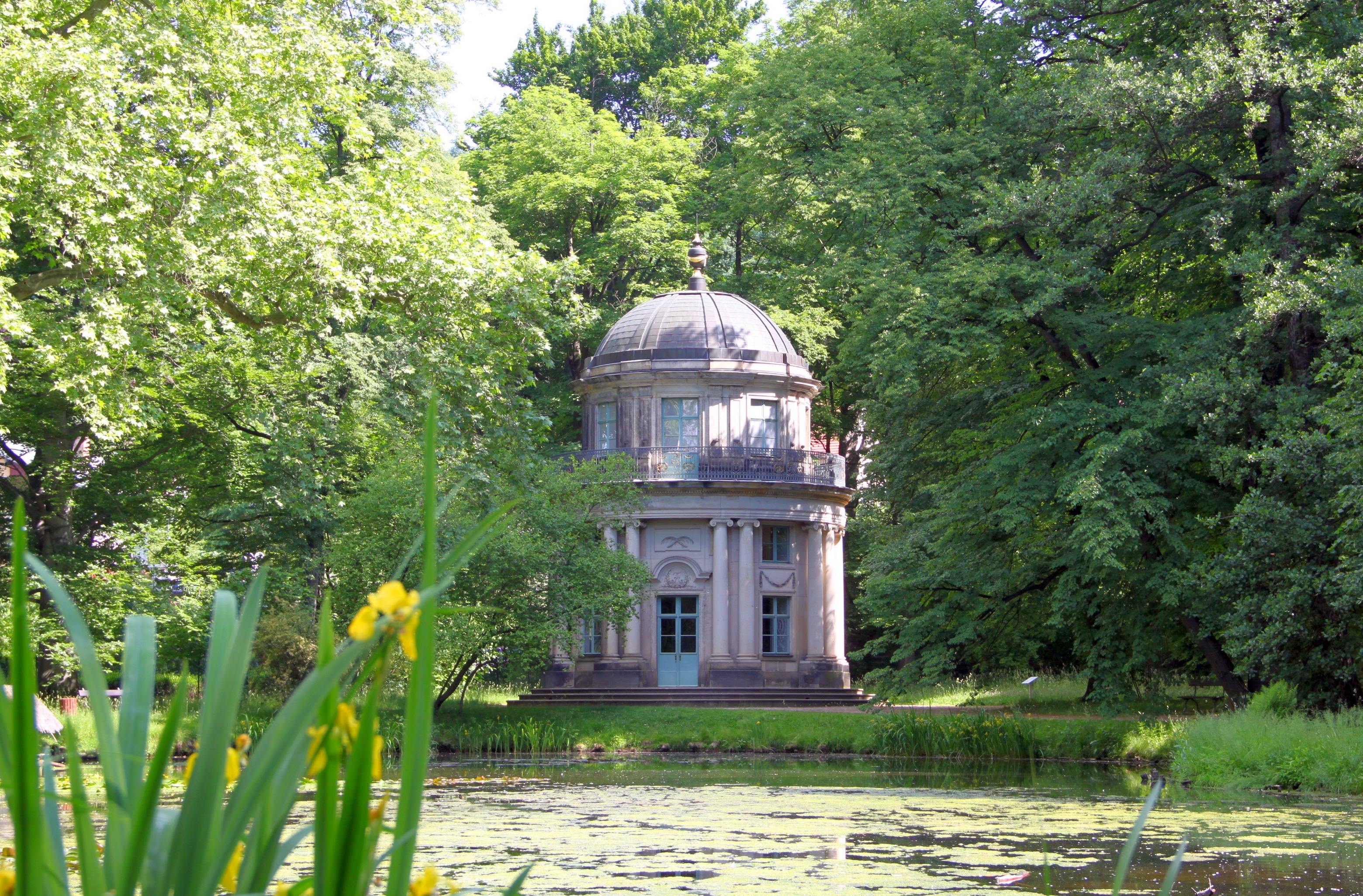
Englischer Pavillon

Der Englische Pavillon wurde 1780 von Johann Daniel Schade als Rundtempel nach dem Vorbild des Tempietto di Bramante in Rom entworfen. Die drei Räume im Innern sind unterschiedlich gestaltet. Während der im Zopfstil gestaltete Salon des Erdgeschosses eine grau-grüne Farbgebung aufweist, ist das Obergeschoss in Weiß gehalten.

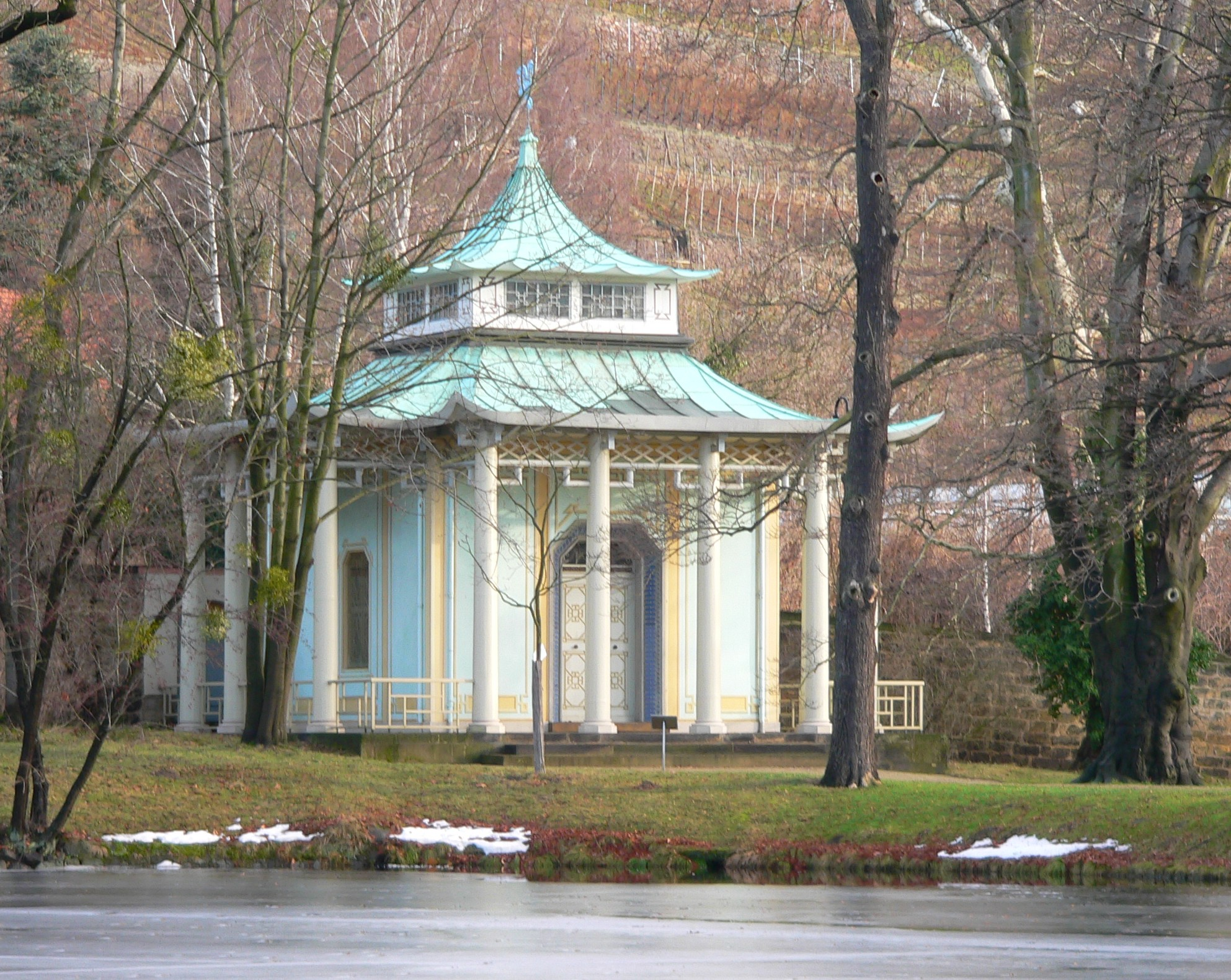
Chinesischer Pavillon

Die letzte Erweiterung des Schlossparks erfolgte 1790 nach Nordosten mit dem späteren Chinesischen Garten. Der am Rande dieses Parkteils neben dem Fontänenteich befindliche Chinesische Pavillon wurde 1804 unter Leitung von Christian Friedrich Schuricht errichtet. Seine Architektur spiegelt die damalige Chinamode wider. Das Innere besteht aus einem einzigen Raum. Seine Wandflächen sind mit acht chinesischen Landschaftsbildern bemalt, die Johann Ludwig Giesel zugeschrieben werden. Der Chinesische Pavillon gilt als bedeutendste europäische Nachbildung eines geschlossenen ostasiatischen Bauwerks. 1874 bis 1880 wurde eine Gehölzanlage mit seltenen in- und ausländischen Nadelbäumen angelegt. Die so geschaffene Sammelstätte von Pflanzen aus aller Welt umfasst heute sechs zusammenhängende Gärten auf einer Fläche von 28 Hektar.

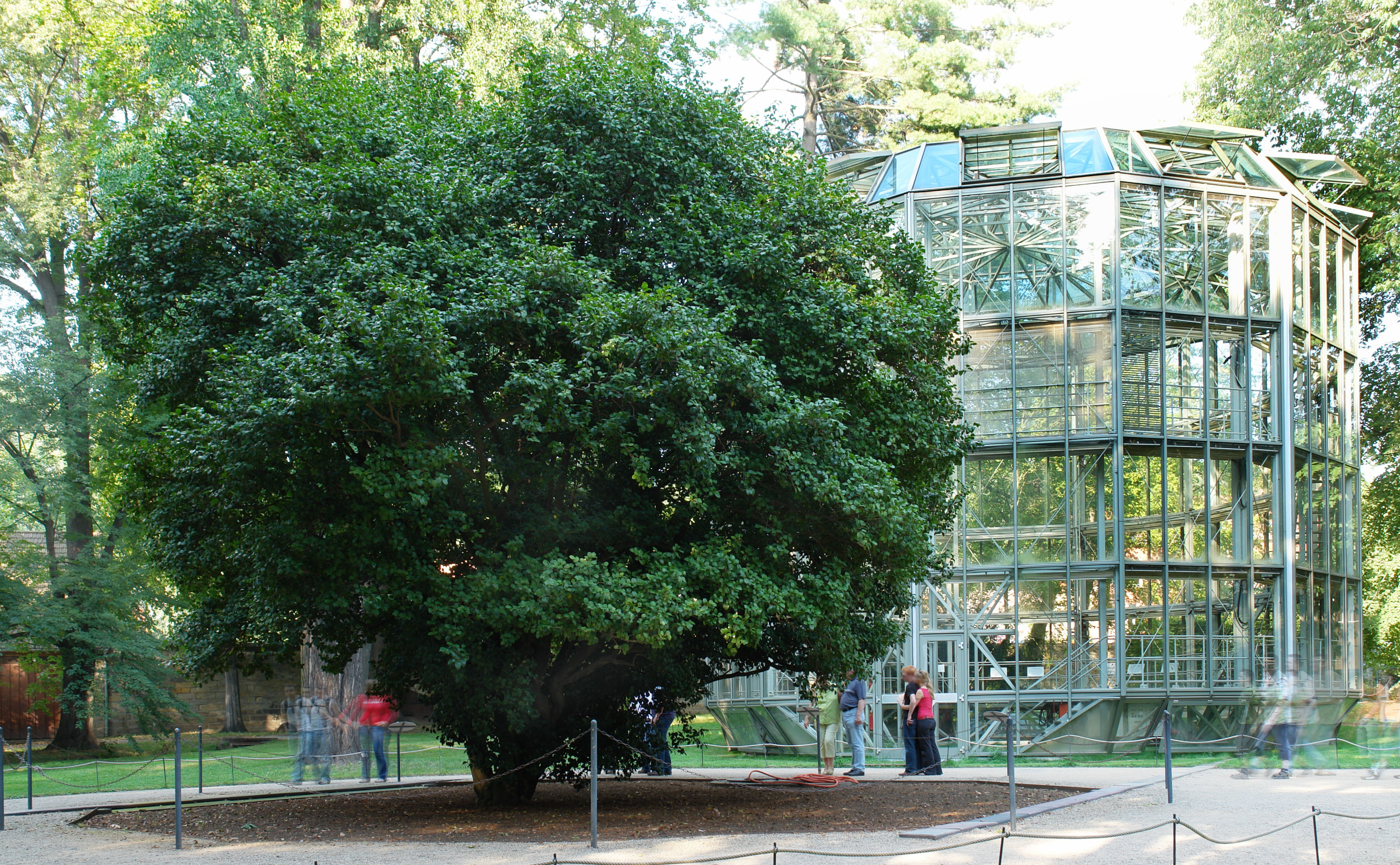
Pillnitzer Kamelie

Die wohl älteste und bekannteste Sehenswürdigkeit des Schlossparks ist die Pillnitzer Kamelie. Bei der über 230 Jahre alten und etwa 8,90 Meter hohen Pflanze handelt es sich um eine in Südost- und Ostasien beheimatete Japanische Kamelie (Camellia japonica). Sie wurde 1801 in Pillnitz gepflanzt und ist das älteste Exemplar dieser Pflanzenart aus der Gattung der Kamelien (Camellia) auf dem europäischen Kontinent. Von Februar bis April trägt sie bis zu 35.000 Blüten. Als der Arzt Carl Peter Thunberg 1755 eine Expedition der Niederländische Ostindien-Kompanie nach Japan begleitete, sandte er von dort aus vier Japanische Kamelien nach Kew Gardens in London. Die einzige von diesen vier Pflanzen, die heute noch existiert, ist die Pillnitzer Kamelie. In der kalten Jahreszeit wird die Pflanze von einem klimatisierten Winterhaus geschützt, das im Sommer zur Seite gefahren wird. Das 54 Tonnen schwere und 13,2 Meter hohe Glashaus wurde 1992 errichtet und ersetzte eine beheizbare hölzerne Schutzkonstruktion, die zuvor jedes Jahr im Herbst um die Pflanze gebaut und im Frühling wieder abgebaut werden musste.

### Palmenhaus und Orangerie

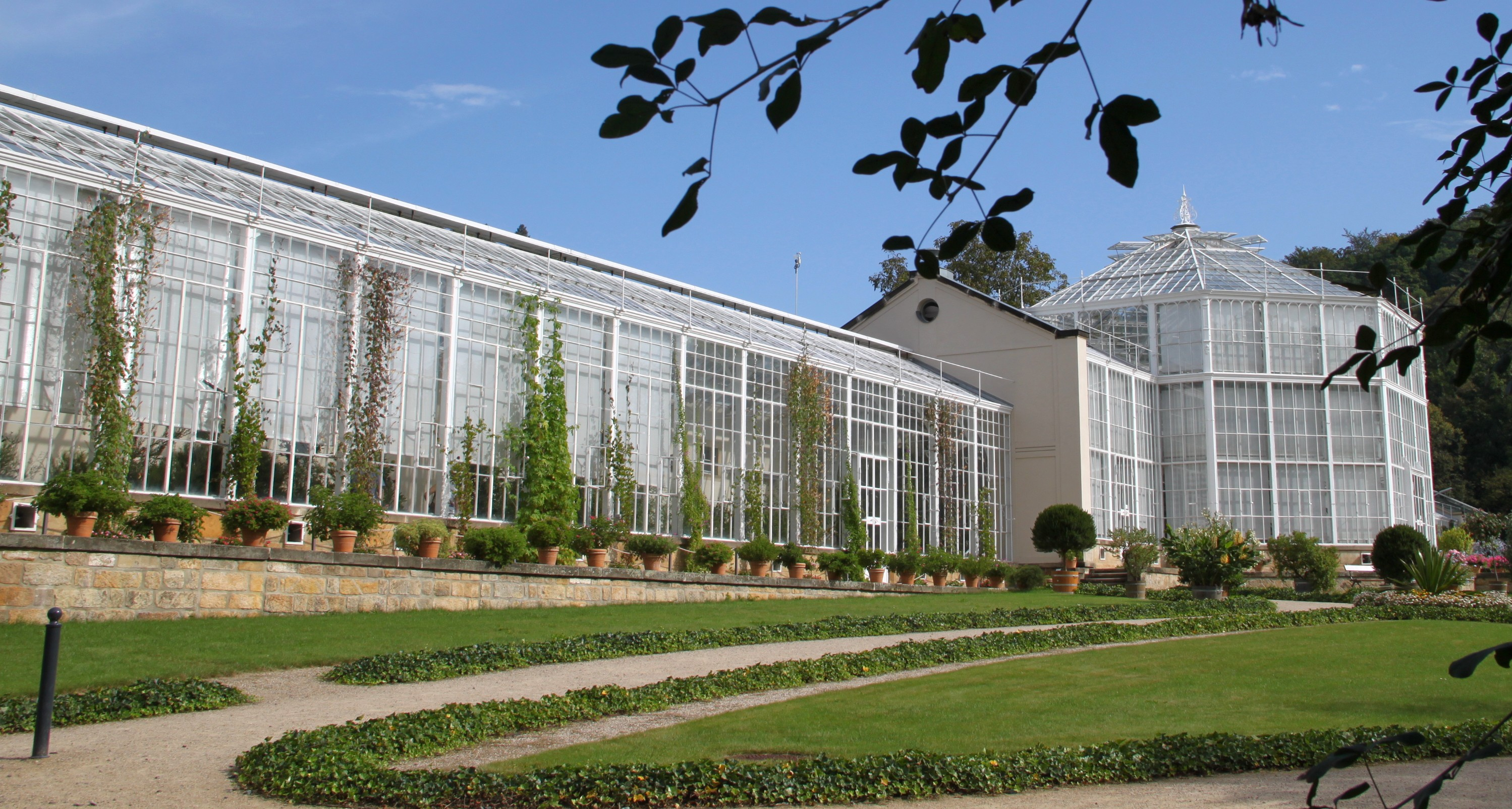
Palmenhaus

Das 1859 bis 1861 unter König Johann als moderne Stahlgusskonstruktion errichtete Palmenhaus galt seinerzeit als größtes Gewächshaus Deutschlands und ist heute eine der ältesten erhaltenen Stahlguss-Glas-Bauten Europas. Der aus drei zusammenhängenden Gewächshäusern bestehende Glashauskomplex hat eine Gesamtlänge von 93,70 Metern. Auf 660 Quadratmetern beherbergt es heute in verschiedenen Warm- und Kaltbereichen Pflanzen aus Australien und Südafrika. Der Südflügel mit südafrikanischen Kap-Pflanzen gliedert sich in einen Kalt- und Warmbereich. Palmen befinden sich in der 12 Meter hohen und 15 Meter breiten Mittelhalle, dem Oktogon. Im Nordflügel wird die australische Vegetation der kalten und warmen Bereiche gezeigt.

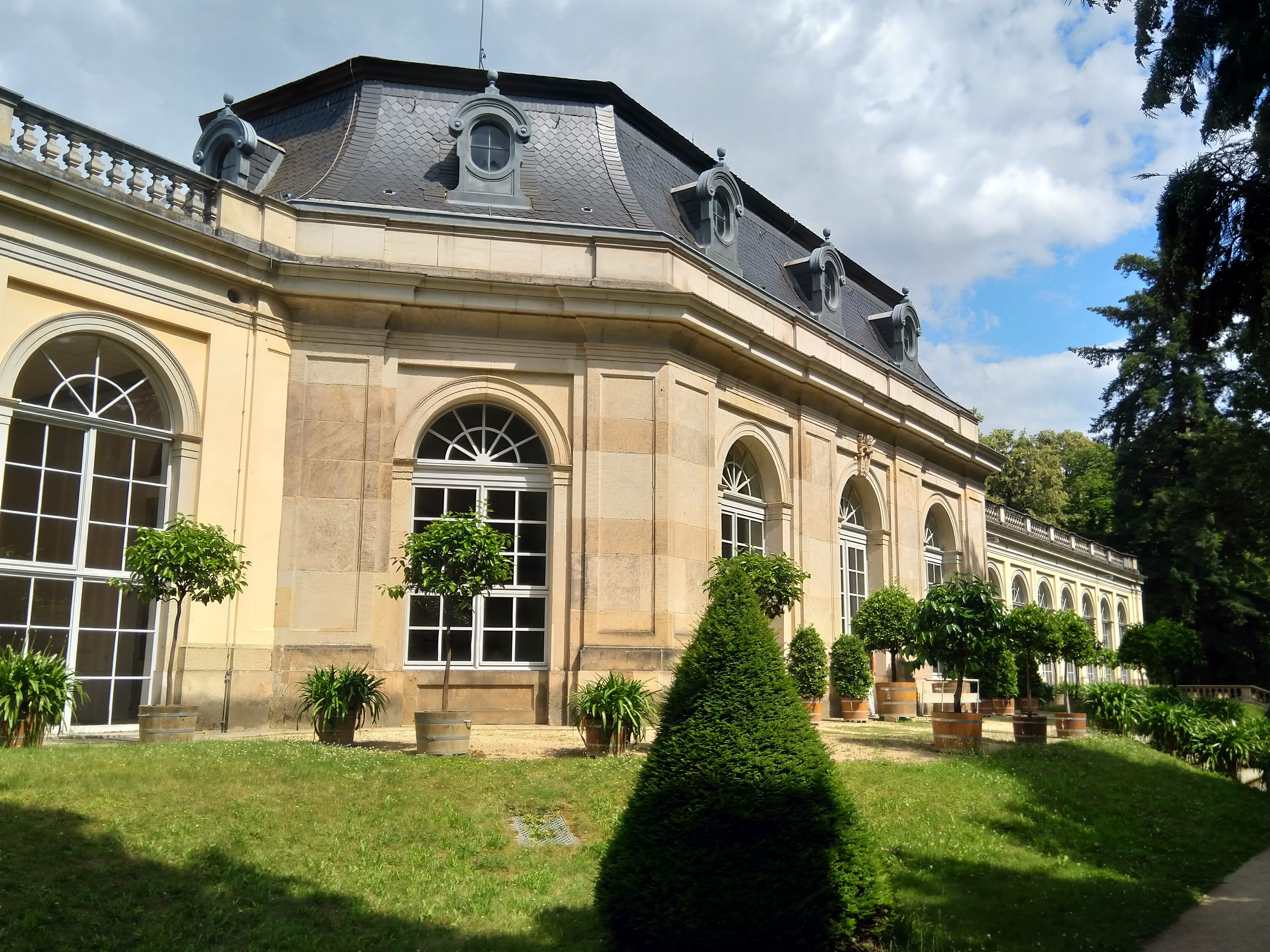
Ringrenngebäude im Mittelteil der Pillnitzer Orangerie

Gleich daneben steht die 1879/1880 unter König Albert erbaute Orangerie. Dabei handelt es sich um den Nachfolger des 1725 von Pöppelmann errichteten Ringrenngebäudes, das bis 1799 genutzt und Ende des 19. Jahrhunderts durch Hinzufügung von zwei großen Seitenflügeln zur Orangerie umfunktioniert wurde. Im ursprünglichen Ringrenngebäude war ein Karussell mit hölzernen Pferden und Wagen installiert, von denen aus die Hofdamen mit Lanzen nach Ringen stachen. Das Ringrennen war eine an die Ansprüche der Hofdamen angepasste Form des ritterlichen Ringstechens. Auf Grundlage historischer Quellen wurde ein solches Karussell 2023 vor Ort nachgebaut.

## Die Weinbergkirche

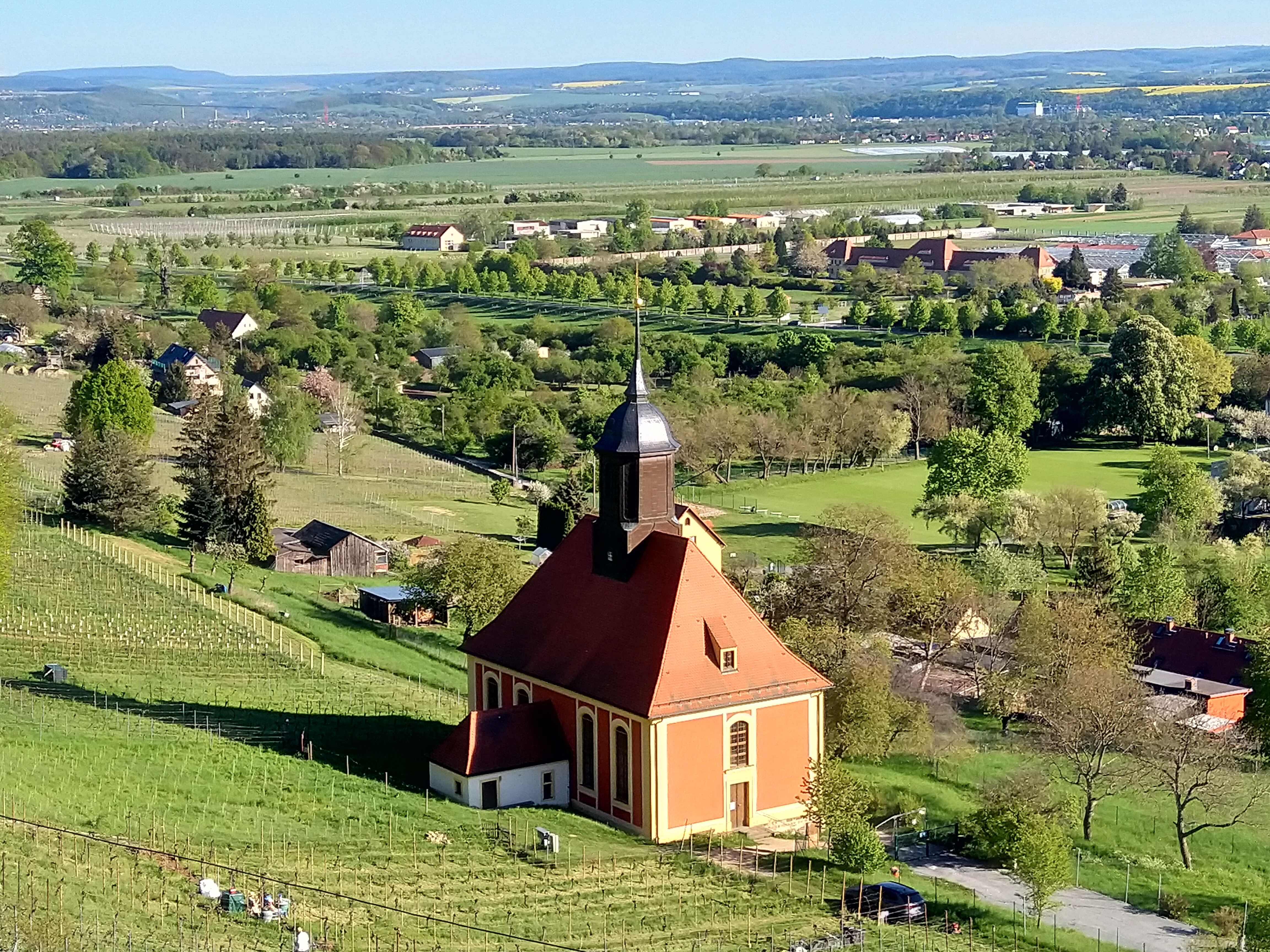
Weinbergkirche im kgl. Weinberg

Die Pilnitzer Weinbergkirche liegt außerhalb des Schlossparks, gehört jedoch dennoch zum Gebäudeensemble des Pillnitzer Schlosses. Sie ist der Nachfolgerbau der alten Schlosskirche, die im Jahr 1596 erbaut worden war, aber dem Venustempel August des Starken im Jahr 1723 weichen musste; sie befand sich ungefähr an der Westecke des Neuen Palais. Als Standort für die neue, von Hofbaumeister Matthäus Daniel Pöppelmann entworfene Kirche, wählte August der Starke einen Platz im nahegelegenen Kölniglichen Weinberg. Die Außenhülle der Kirche konnte bereits am Reformationstag des Jahres 1723 fertiggestellt werden; der Innenausbau wurde jedoch erst 1725 abgeschlossen. Der 1648 vom Johann Georg Kretzschmar geschaffene Altar sowie verschiedene historische Epitaphe wurden vor dem Abriss der alten Schlosskirche in die Weinbergkirche umgesetzt. Am 11. November 1725 fand die  Kirchweihe der neu errichteten Kirche statt. Sie erhielt den Namen Zum Heiligen Geist, den auch die alte Schlosskirche getragen hatte. Bis zum Ende der Monarchie 1918 diente die Weinbergkirche sowohl den evangelischen Mitgliedern des sächsischen Königshauses als auch der Pillnitzer Kirchgemeinde als Gotteshaus.

## Die Pillnitzer Elbinsel

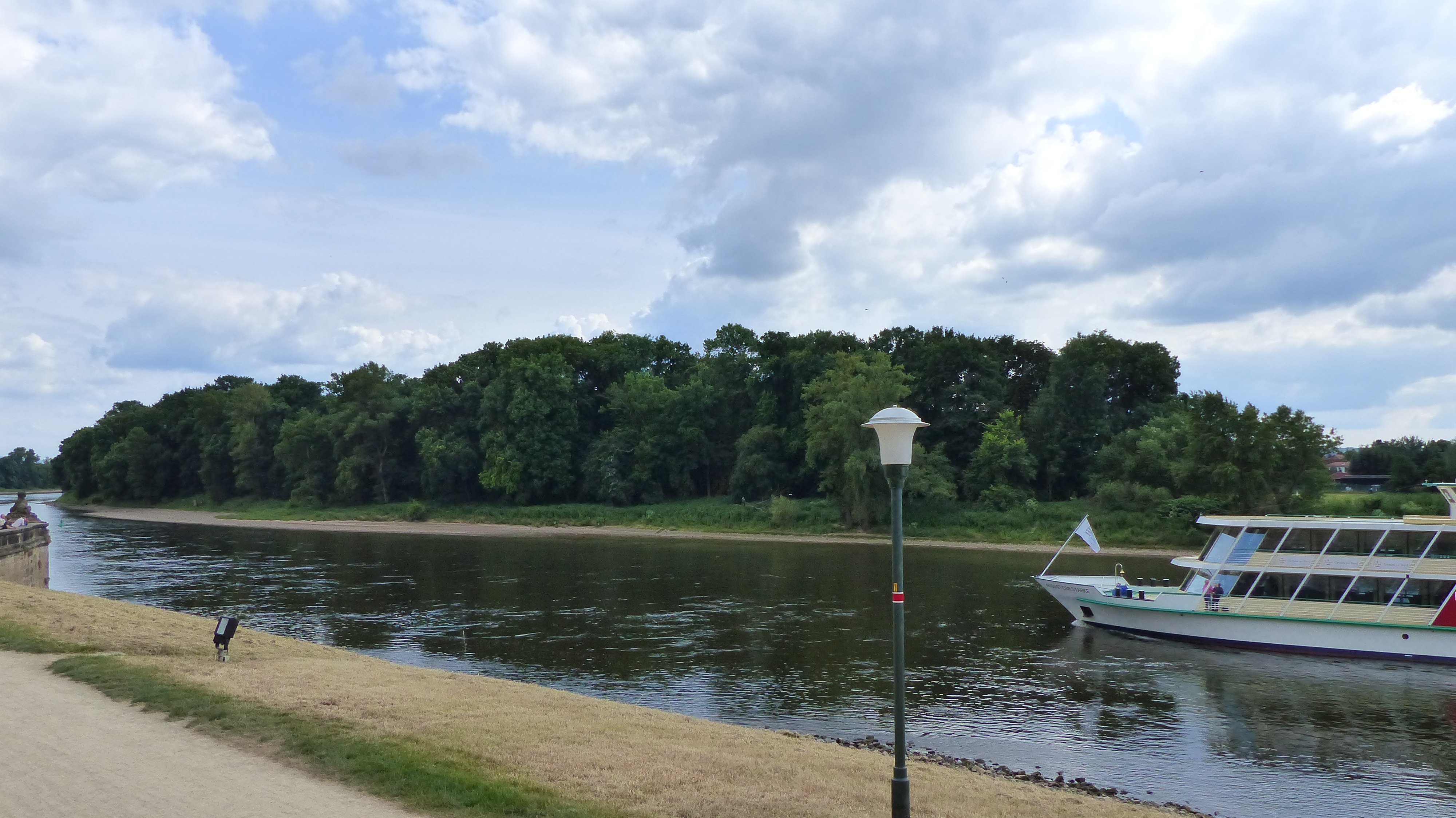
Pillnitzer Elbinsel, im Naturschutzgebiet »Elbinseln Pillnitz und Gauernitz«

Unmittelbar gegenüber dem Wasserpalais liegt die 900 Meter lange und 10,5 Hektar große Pillnitzer Elbinsel. Man passiert sie mit den Ausflugsschiffen der Weiße Flotte Sachsen bevor man aus Richtung Dresden kommend, die bei Schloss Pillnitz gelegene Anlegestelle erreicht. Sie diente zur Zeit Augusts des Starken vor allem der Fasanenzucht und wurde in höfische Festlichkeiten einbezogen. Die Pillnitzer Elbinsel ist die letzte verbliebene Insel von den noch 1831 im sächsischen Bereich der Elbe vorhandenen 18 Elbinseln und seit 1924 ein Naturschutzgebiet. Dort befinden sich Reste eines Auwaldes, wie er ursprünglich im ganzen Elbtal verbreitet war.

## Die Gotische Ruine

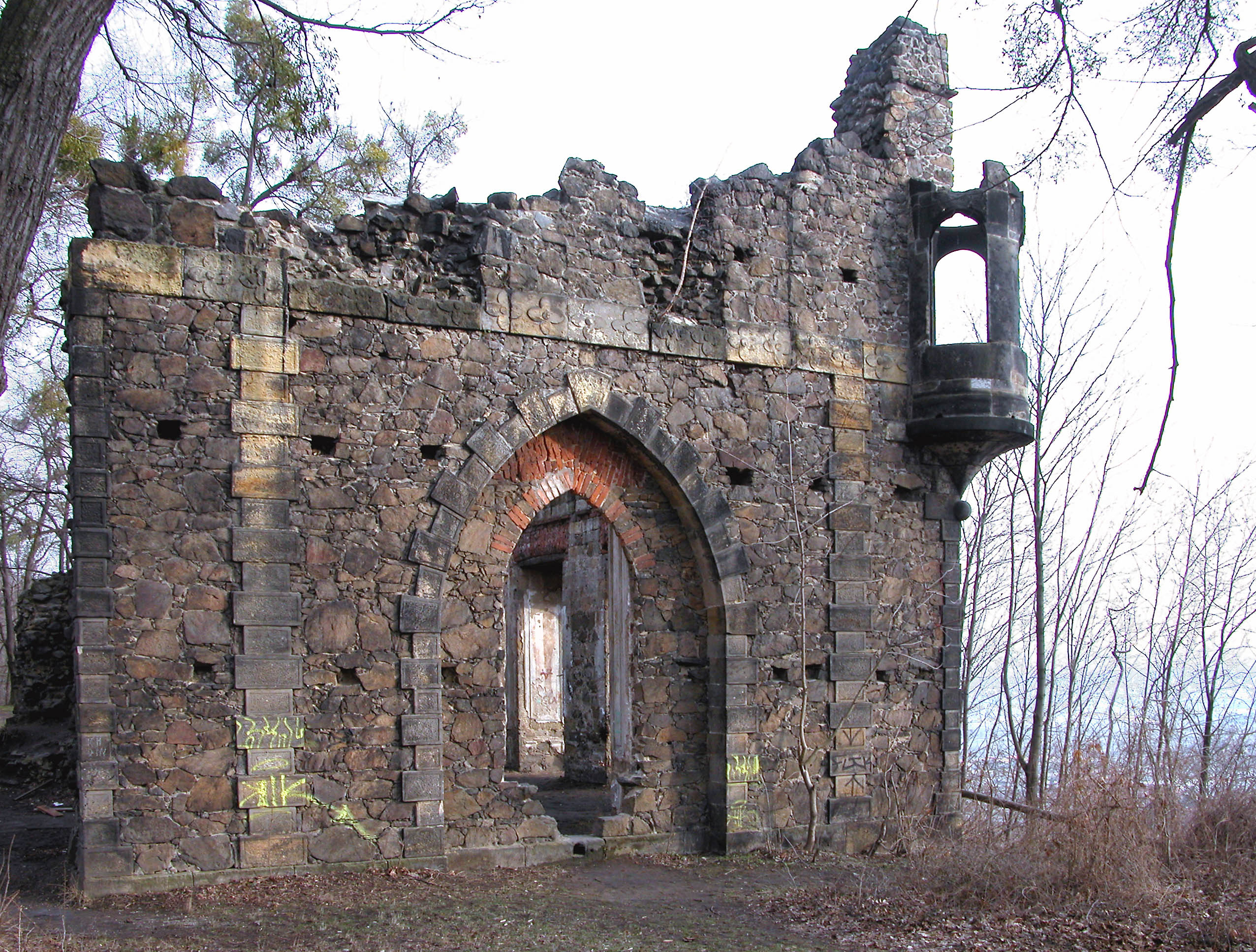
Gotische Ruine auf dem Schloßberg über dem Friedrichsgrund

Die Gotische Ruine wurde 1785 in Form einer verfallenen Ritterburg erbaut und gehört zum Gebäudeensemble des Pillnitzer Schlosses.  Sie liegt auf dem nahe gelegenen Schloßberg, einem Felssporn an den Pillnitzer Elbhängen, der den Friedrichsgrund überragt. Der Entwurf für die künstliche Ruine wird Johann Daniel Schade zugeschrieben.  Am Standort der Ruine befand sich früher eine  mittelalterliche Burg, deren Mauerreste in den Bau einbezogen wurden. Der im Zopfstil ausgestaltete Innenraum wurde u. a. als Speisesaal benutzt. Wenige Meter von der Gotischen Ruine entfernt wurde 1872 eine Ehrensäule anlässlich des fünfzigsten Ehejubiläums von König Johann und seiner Gemahlin Amalie Auguste errichtet.